# Dumnezeu Tatăl în artă

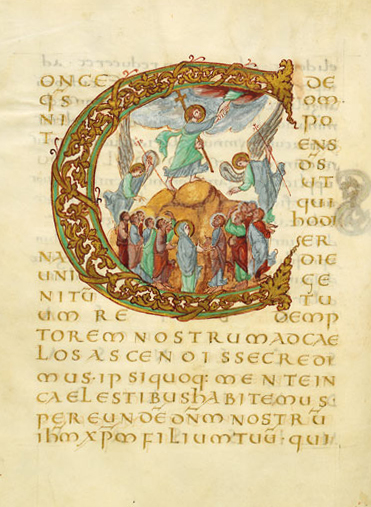
Mâna Domnului. Sacramentaire de Drogon, Metz.

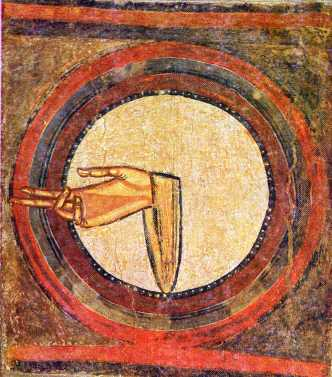
Mâna Domnului. O frescă timpurie din Catalonia

Timp de aproximativ o mie de ani, ascultând de unele interpretări ale versetelor biblice, reprezentările vizuale ale Dumnezeului Tatăl în arta occidentală și orientală au fost evitate de către pictorii creștini. La început numai mâna lui Dumnezeu, de multe ori apărând dintr-un nor, a fost portretizată. Treptat, însă, portrete, iar mai târziu figura întreagă a fost înfățișată. Cu timpul reprezentările artistice ale Renașterii despre Dumnezeu Tatăl au fost utilizate în mod liber de către biserica occidentală.

## Istoria timpurie
Primii creștini interpretau cuvintele din Cartea Exodului 33:20 nu vei putea să vezi fața Mea, căci nu poate omul să Mă vadă și să trăiască și pe cele din Evanghelia după Ioan 1:18: Pe Dumnezeu nimeni nu L-a văzut vreodată că se referă nu numai la Dumnezeu Tatăl, ci și la toate încercările de a-l reprezenta pe Dumnezeu Tatăl.

Mâna Domnului apare de mai multe ori numai într-o sinagogă veche, Dura-Europos din Siria (sec III). A fost probabil o temă împrumutată în arta creștină timpurie din arta ebraică. Ea a fost comună în artă antică atât în Est și Vest, și a rămas principala cale de ilustrare a acțiunilor sau aprobării Dumnezeului Tată în Occident până aproape de sfârșitul perioadei romanice. Din punct de vedere istoric se consideră că Dumnezeu Tatăl are mai multe manifestări în Vechiul Testament, în timp ce Fiul se manifestă în Noul Testament.
Prin urmare, se poate spune că Vechiul Testament se referă mai ales la istoria Tatălui și Noul Testament la cea a Fiului. Totuși, în reprezentările timpurii ale scenelor din Vechiul Testament, artiștii au folosit reprezentarea convențională a lui Isus pentru ca să reprezinte pe Tatăl, în special în reprezentări ale vieții lui Adam și Eva, cea mai frecventă reprezentare a unei teme din Vechiul Testament care apare în arta medievală timpurie, și pentru care s-a crezut necesar ca Dumnezeu să fie reprezentat mergând prin grădină (Geneza 3:8).
Se consideră în Geneza că numai Dumnezeu este autorul Creației; din punct de vedere creștin, Dumnezeu Tatăl. Cu toate acestea, s-a interpretat diferit pluralul primei persoane din Geneza 1:26 Și Dumnezeu a zis: Să facem om după chipul Nostru, după asemănarea noastră, iar trimiterile din Noul Testament la Hristos ca Dumnezeu Creator (Ioan 1:3, Coloseni 1:15) a făcut ca scriitorii creștini timpurii să asocieze Creația cu Logosul, sau cu o pre-existență a lui Hristos, Dumnezeu Fiul. Începând cu secolul al IV-lea, biserica a fost dornică să afirme (și prin artă) doctrina consubstanțialității confirmată în Crezul de la Niceea (Symbolum Nicaenum) din 325.
Utilizarea imaginilor religioase în general s-a intensificat până la sfârșitul secolului al VII-lea, s-a ajuns până acolo ca, în 695, la urcarea pe tron, împăratul bizantin Iustinian al II-lea să pună imaginea lui Hristos pe monedele sale de aur. Acest lucru a dus la încetarea folosirii monedelor bizantine în lumea islamică. Cu toate acestea, mărirea numărului de imagini religioase nu a inclus reprezentări ale lui Dumnezeu Tatăl. De exemplu, în timp ce canonul Consiliului din Trullo din 692 nu a condamnat în mod special imaginile cu Tatăl, el a sugerat că icoanele cu Hristos sunt preferabile umbrelor și figurilor din Vechiul Testament.
Prima parte a secolului al VIII-lea a asistat la interzicerea și distrugerea icoanelor, începe astfel perioada iconoclasmului bizantin (literalmente distrugerea imaginilor). Împăratul Leon al III-lea (717-741) a interzis folosirea icoanelor printr-un decret imperial al Imperiului Bizantin, probabil din cauza pierderii militare atribuite venerării nejustificate a icoanelor. Edictul (care a fost eliberat fără consultarea Bisericii) interzicea venerarea imaginilor religioase, dar nu se aplica altor forme de artă, inclusiv imaginea împăratului sau a simbolurilor religioase, cum ar fi crucea. Argumentele teologice împotriva icoanelor au început să apară, iconoclaștii argumentând că icoanele nu pot reprezenta natura divină și cea umană a lui Isus în același timp. În această atmosferă, nu au mai fost reprezentări grafice publice ale lui Dumnezeu Tatăl, ele apărând două secole mai târziu.

## Sfârșitul iconoclasmului

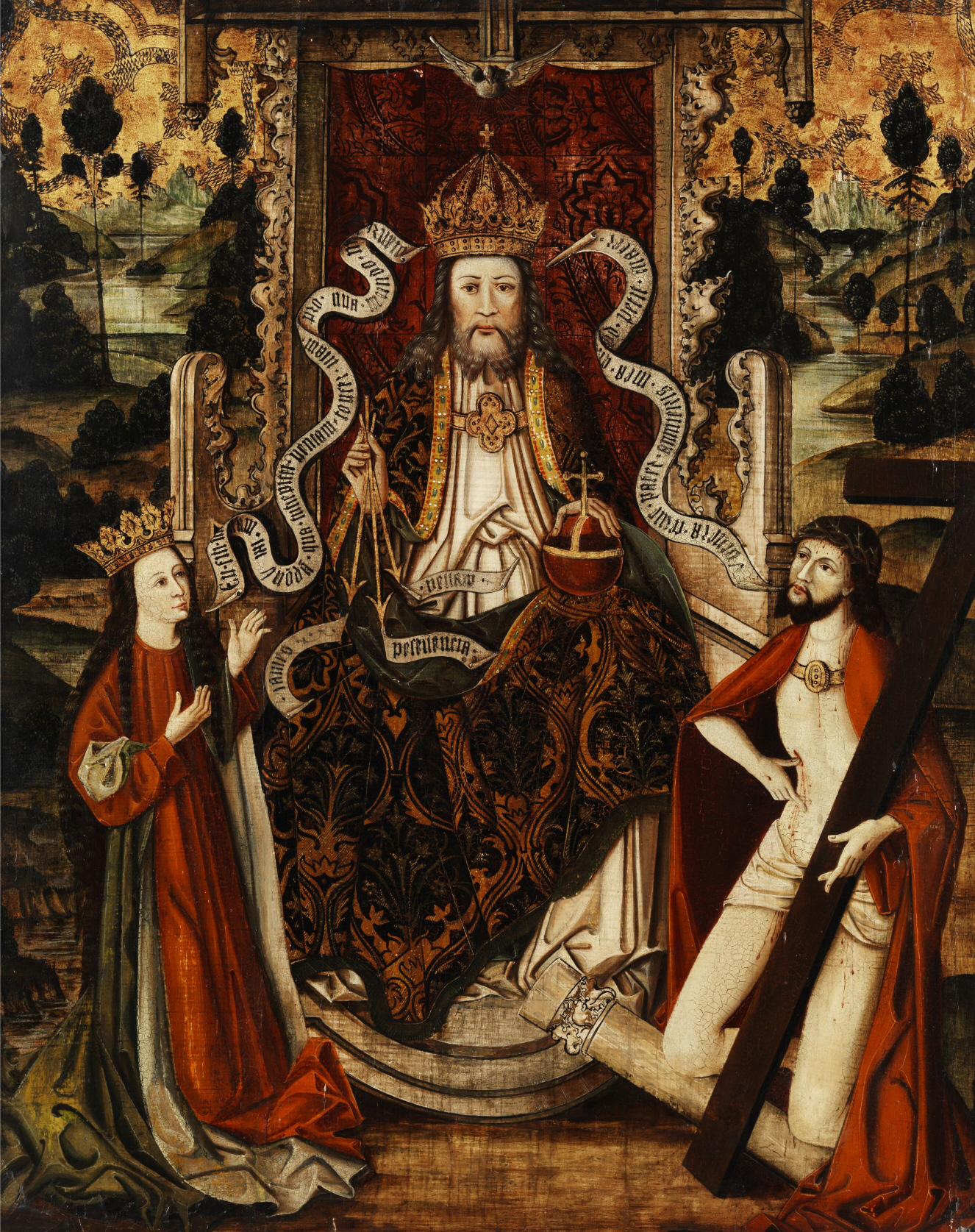
Dumnezeu Tatăl pe un tron, cu Fecioara Maria și Iisus, Westfalia, Germania, sfârșitul sec. XV

Al doilea conciliu de la Niceea din 787 a încheiat în mod eficient prima perioadă a iconoclasmului bizantin și a restaurat onorarea icoanelor și imaginile sfinte în general. Cu toate acestea, acest lucru nu a dus la reprezentările imediate pe scară largă a lui Dumnezeu Tatăl. Chiar și suporterii din secolul VIII a utilizării icoanelor, cum ar fi Sfântul Ioan Damaschin, a făcut o distincție între imaginile lui Dumnezeu Tatăl și cele ale lui Hristos.
În jurul anilor 790, Carol cel Mare a ordonat scrierea a unui număr de patru cărți care au devenit cunoscute sub numele de Libri Carolini (Cărțile lui Carol) pentru a respinge ceea ce curtea sa a înțeles greșit din decretele celui de al doilea conciliu de la Niceea în ceea ce privește imagini sacre. 
Deși nu erau bine cunoscute în timpul Evului Mediu, aceste cărți descriu elementele cheie ale poziției teologice catolice despre imaginile sacre. Pentru biserica occidentală, imaginile erau doar obiecte realizate de meșteșugări, utilizate pentru stimularea simțurilor credincioșilor și trebuiau să fie respectate pentru ceea ce reprezintă și nu pe ele însăși.
Al patrulea conciliu de la Constantinopol (869) (considerat ecumenic de către biserica din vest, dar nu și de către biserica din est) a reafirmat deciziile celui de-al doilea conciliu de la Niceea și a ajutat la dispariția iconoclasmului.

## DinEvul MediulaRenaștere

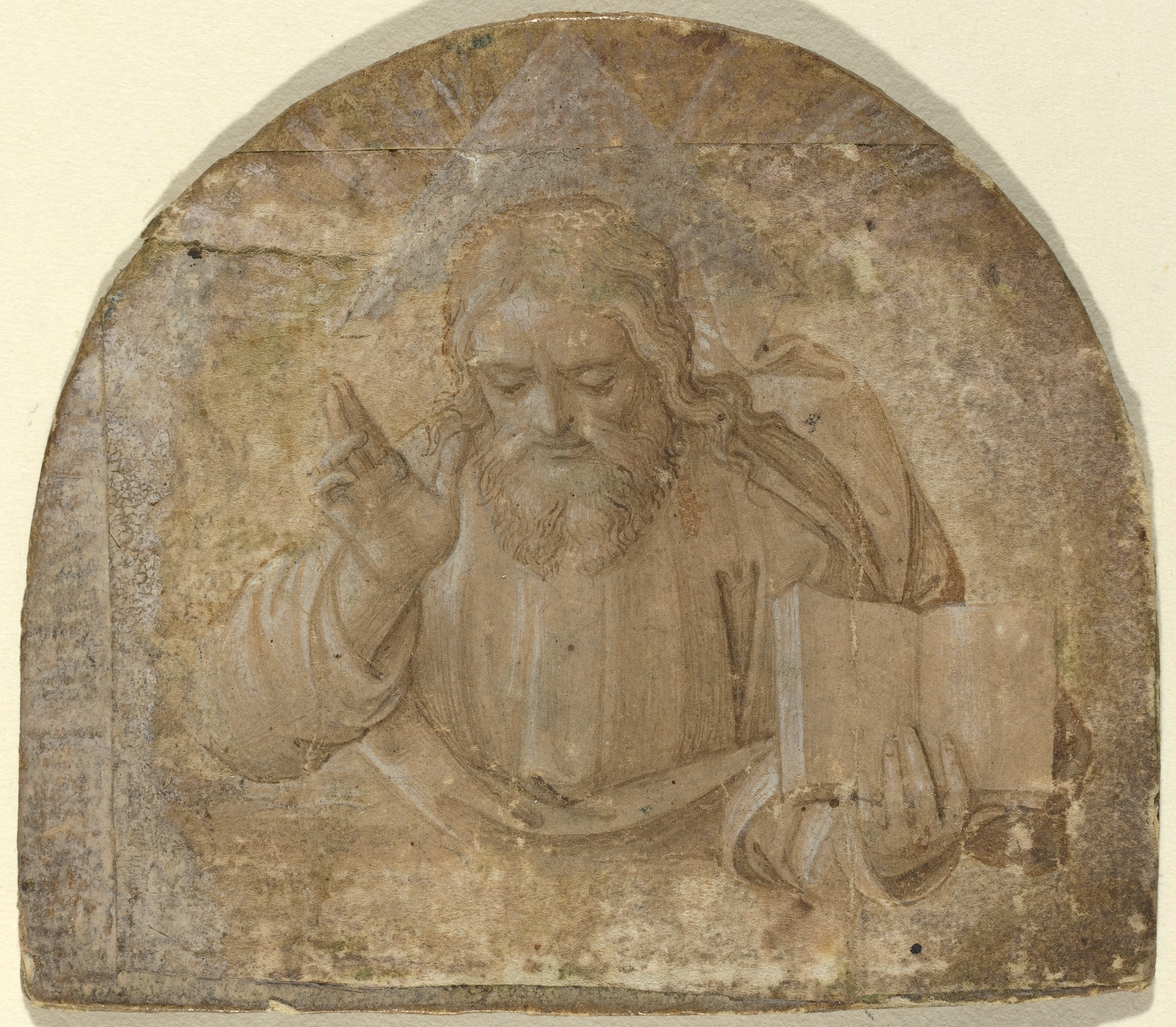
Dumnezeu Tatăl, cu mâna dreaptă ridicată pentru binecuvântare, cu un halou triunghiular reprezentând Sfânta Treime, Girolamo dai Libri cca. 1555.

Înainte de secolul al X-lea nu a fost nicio încercare în arta occidentală de reprezentare distinctă, ca figură umană completă, a lui Dumnezeu Tatăl. Totuși, în cele din urmă, în arta occidentală s-a ajuns la o cale pentru a ilustra prezența Tatălui. Acest lucru s-a realizat în jurul secolului al X-lea prin apariția treptată a diferitelor stiluri artistice de reprezentare a Tatălui în formă umană.
Se pare că, atunci când artiștii timpurii încercau să-l reprezinte pe Dumnezeu Tatăl, teama și venerația îi împiedicau să-l reprezinte în întregime. De obicei, doar o mică parte era reprezentată, de obicei mâna, sau, uneori, fața, dar rareori întreaga persoană. În multe imagini, figura Fiului o înlocuia pe cea a Tatălui, astfel încât o porțiune mai mică a persoanei Tatălui era reprezentată.
Prin secolul al XII-lea, reprezentările lui Dumnezeu Tatăl, au început să apară în manuscrisele iluminate franceze și în vitraliile bisericilor din Anglia. Inițial mâna, capul sau bustul erau reprezentate, de obicei, într-un cadru de nori. Treptat s-a reprezentat jumătate, apoi întreaga persoană a lui Dumnezeu Tatăl, de obicei înscăunat, așa cum apare în fresca lui Giotto din cca. 1305 aflată în Padova.

## De la Renaștere laBaroc

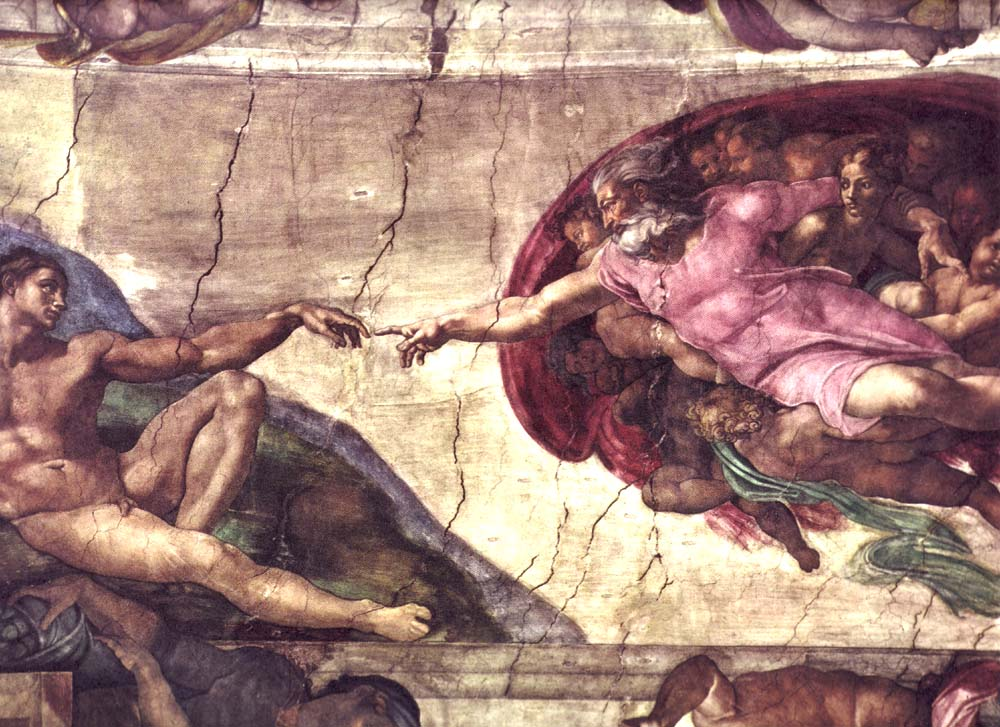
Crearea lui Adam, așa cum arăta fresca lui Michelangelo înainte de restaurare (1979-1999)

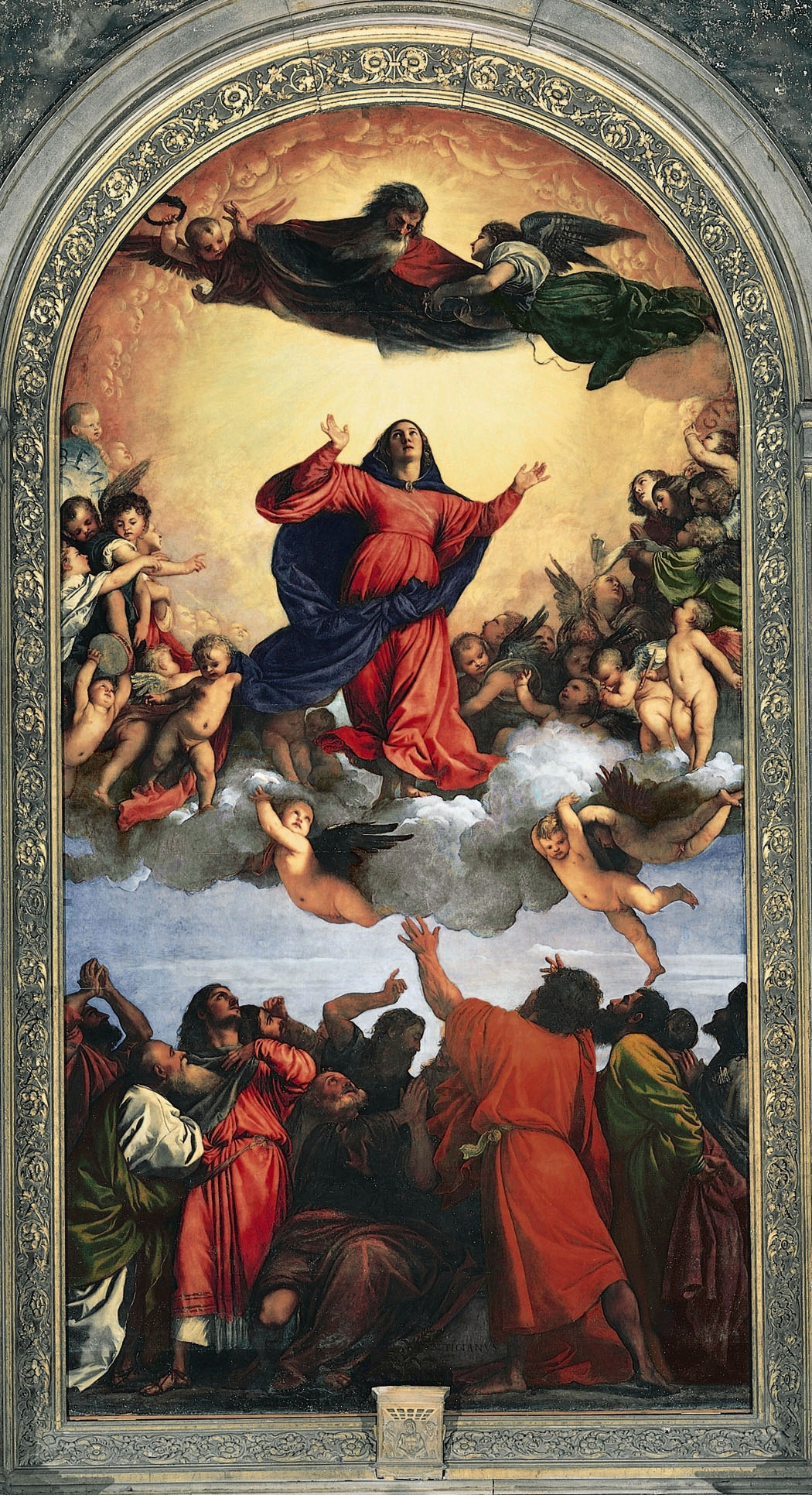
Dumnezeu Tatăl reprezentat în Adormirea Maicii Domnului, de Tițian, 1516–1518.

Reprezentările cu Dumnezeu Tatăl și cu Sfânta Treime au fost atacate atât de protestanți cât și de unii catolici, cum ar fi mișcările lui Michael Baius sau Cornelius Otto Jansen, precum și de mai mulți teologi ortodocși. Ca și în alte atacuri asupra imaginilor catolice, acest lucru a avut ca efect reducerea sprijinului Bisericii pentru aceste reprezentări. Sesiunea finală a Conciliului din Trent din 1563 a decretat reconfirmarea doctrinei catolice tradiționale care spune că imaginile sunt doar reprezentări de persoane, prin urmare trebuie venerată persoana și nu imaginea ei Reprezentările artistice, inclusiv cele cu Dumnezeu Tatăl au fost mai puține, dar reprezentările Sfintei Treimi nu au fost condamnate așa de insistent. În 1745, Papa Benedict al XIV-lea a sprijinit în mod explicit reprezentarea Tronului Milei, referindu-se la Zilele Străvechi, dar în 1786 era încă necesar, pentru Papa Pius al VI-a să emită o bulă papală care condamna decizia unui conciliu al unei biserici italiene de eliminare a tuturor imaginilor cu Sfânta Treime din biserici.
Dumnezeu Tatăl apare în câteva scene din Geneza lui Michelangelo aflată în Capela Sixtină, cea mai celebră scenă fiind Crearea lui Adam. Dumnezeu Tatăl este reprezentat ca un personaj puternic, plutind pe nori, în Adormirea Maicii Domnului (de Tițian) din Veneția, o foarte admirată capodopera din arta renascentistă. Biserica lui Isus din Roma include un număr de reprezentări din secolul al XVI-lea ale lui Dumnezeu Tatăl. În unele dintre aceste picturi Treimea este încă redată ca trei îngeri, dar pictorul Giovanni Battista Fiammeri îl reprezintă pe Dumnezeu Tatăl mergând pe un nor, deasupra scenei.
În ambele picturi ale lui Rubens, Judecata de Apoi și Încoronarea Fecioarei (vezi galeria de imagini de mai jos), el l-a pictat pe Dumnezeu Tatăl în forma care era atunci cea mai larg acceptată, anume ca o figură patriarhală cu barbă. În secolul al XVII-lea, cei doi artiști spanioli Velázquez (al cărui tată socru era Francisco Pacheco, cel era responsabil din partea Inchiziției cu aprobarea imagini noi pentru ) și Murillo l-au înfățișat pe Dumnezeu Tatăl ca pe o figură patriarhală, cu o barbă albă (a se vedea galeria mai jos) într-o haină purpurie. 
|  |  |  |  |

### Dumnezeu Tatăl în arta ortodoxă

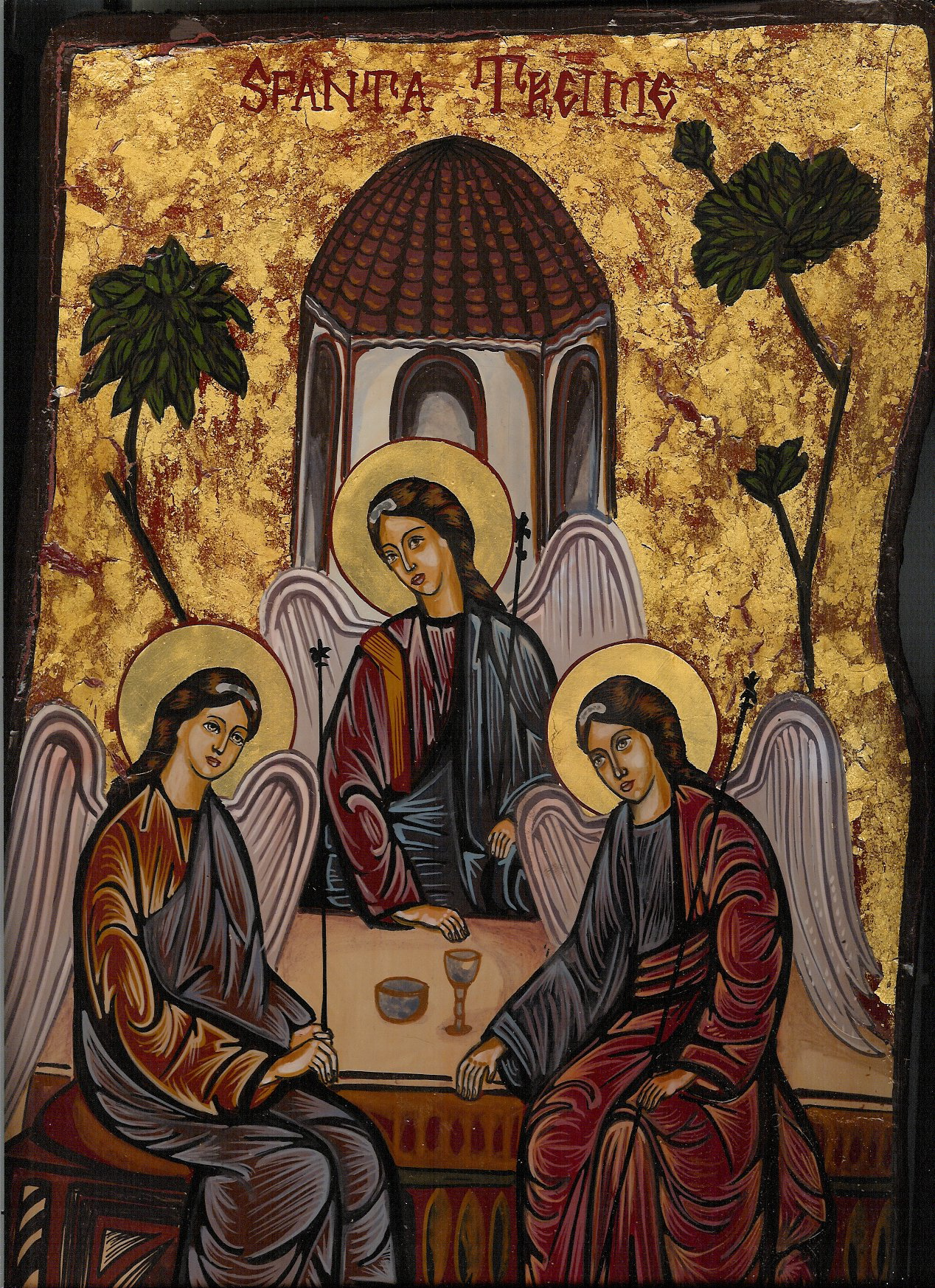
Sfânta Treime într-o icoană românească

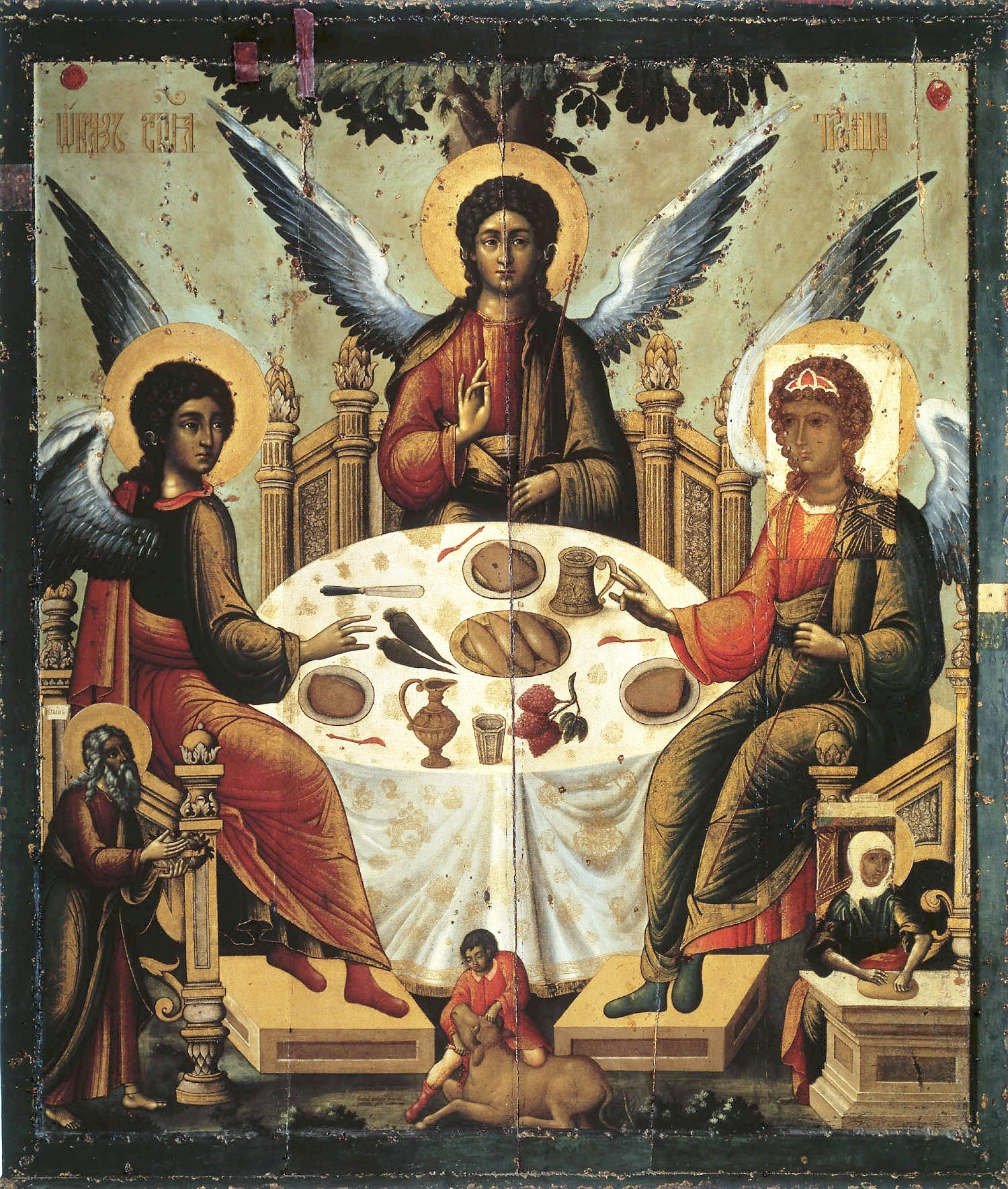
Sfânta Treime într-o icoană rusească

### Dumnezeu Tatăl în arta românească
În secolul al IV-lea apare învățătura despre Sfânta Treime și se fac precizările dogmatice conform cărora există din veșnicie un singur Dumnezeu în trei Persoane: Tatăl, Fiul și Sfântul Duh. Pe baza acestor precizări și ținând cont de textul bibliei, se deschide drumul reprezentării artistice a Sfintei Treimi sub diferite forme, mai ales din secolul al V-lea. 
În contrast cu Iisus care este prezentat sub formă de om, de multe ori Dumnezeu Tatăl este pictat ca un rug arzând, nor sau foc. Totuși, din cauza textului din Ioan 4:24 Dumnezeu este Duh, Dumnezeu Tatăl apare în artă de mai puține ori decât Iisus.
Dumnezeu-Tatăl a fost înfățișat simbolic chiar și în catacombe, pe baza mai multor texte biblice, fie ca un nor luminos (Exodul 13:21, 19:16-18; Cartea a treia a Regilor 19:11-12; Matei 17:5) (în scene care înfățișează Botezul Domnului, Schimbarea la față, Pogorârea Sfântului Duh), fie este înfățișat sub forma unei mâini care iese dintr-un nor (Exodul 3:20; 13:16); a ochiului lui Dumnezeu (Cartea a doua Paralipomena 16:19), a tronului lui Dumnezeu (Ezechiel 1:26; Daniel 7:9) sau a rugului în flăcări care arde fără a se consuma (Exodul 3:1).
Din cca. secolul al IX-lea, Dumnezeu-Tatăl este prezentat din ce în ce mai puțin simbolic. Dumnezeu-Tatăl a fost și este în continuare înfățișat sub chipul unui bătrân venerabil, „Cel vechi de zile” din Daniel 7:9, cu părul lung și alb, cu barba mare și albă, cu haine strălucitoare, șezând pe un nor sau pe tron, cu capul descoperit și în mâna dreaptă având sceptrul puterii și al stăpânirii eterne.
Adesea Dumnezeu-Tatăl este pictat șezând pe globul pamântesc (Psalmi 24:1), cu un triunghi echilateral în jurul capului, triunghi care simbolizează Sfânta Treime. În interiorul triunghiului se văd scrise literele grecești - o on = „Cel ce este” - (textul din Exodul 3:14), „Eu sunt Cel ce sunt” sau „Eu sunt Alfa și omega” (textul din Apocalipsa 1:8). Uneori în locul triunghiului apare un nimb auriu, simbol al sfințeniei.

## Galerie de artă

### Secolul  XV

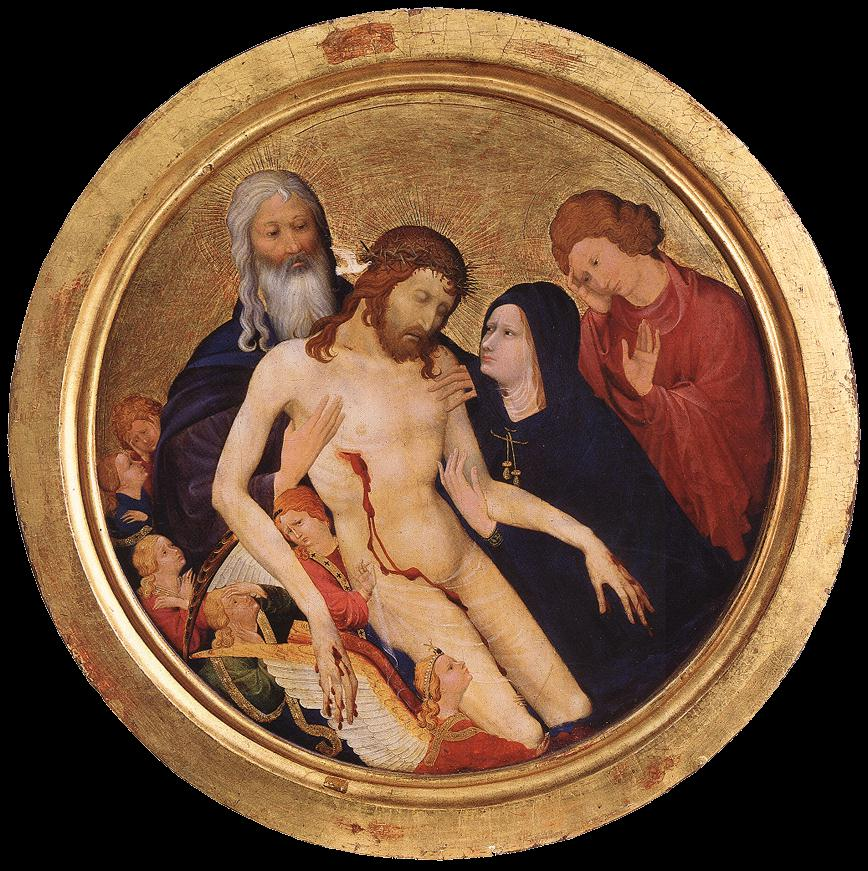
Pieta cu Dumnezeu Tatăl, Dumnezeu Fiul şi cu porumbelul Duhului Sfânt. Jean Malouel, Muzeul Louvre, Paris
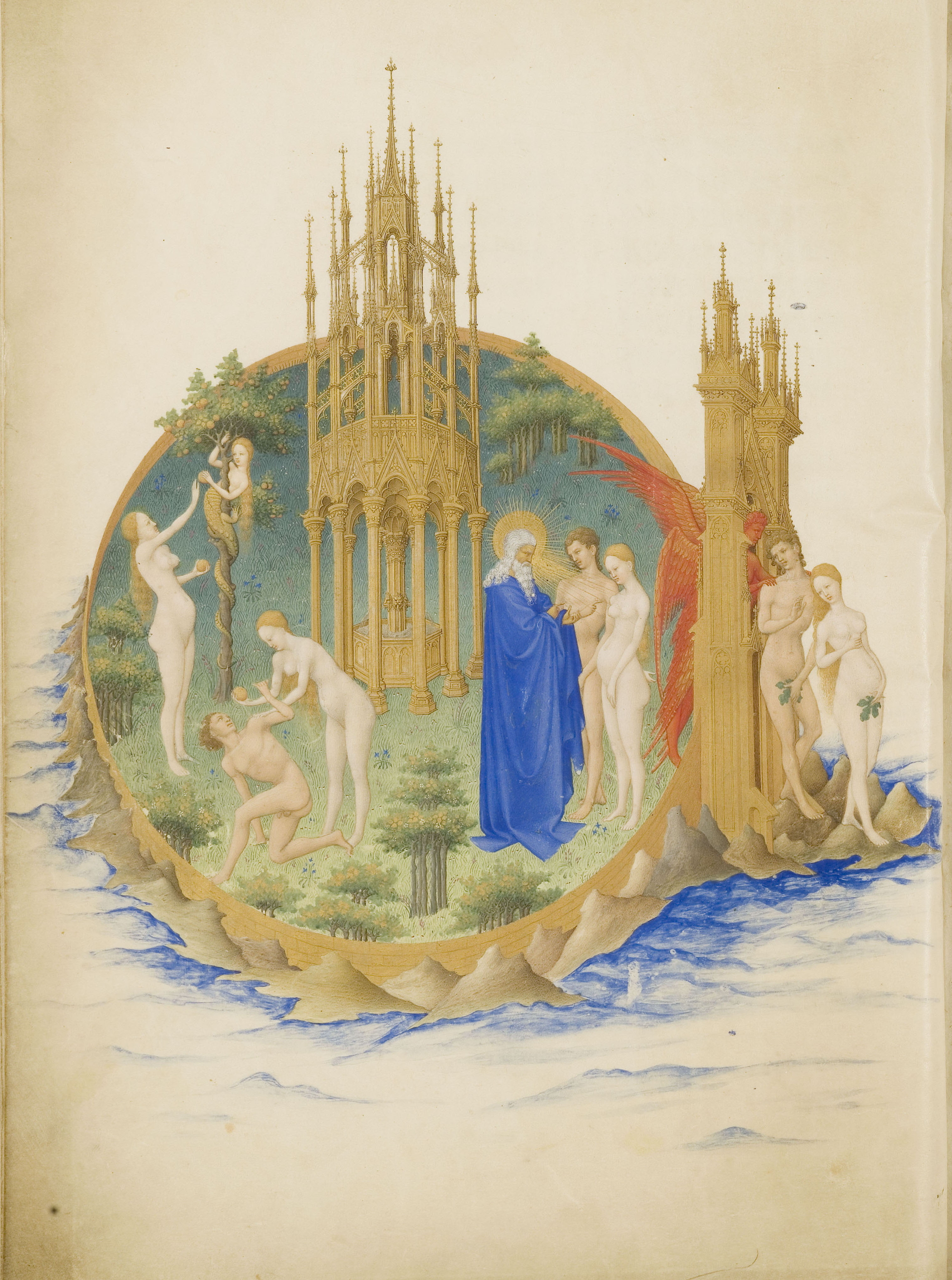
Très Riches Heures du Duc de Berry, 1410-1415, miniatură de fraţii Limbourg
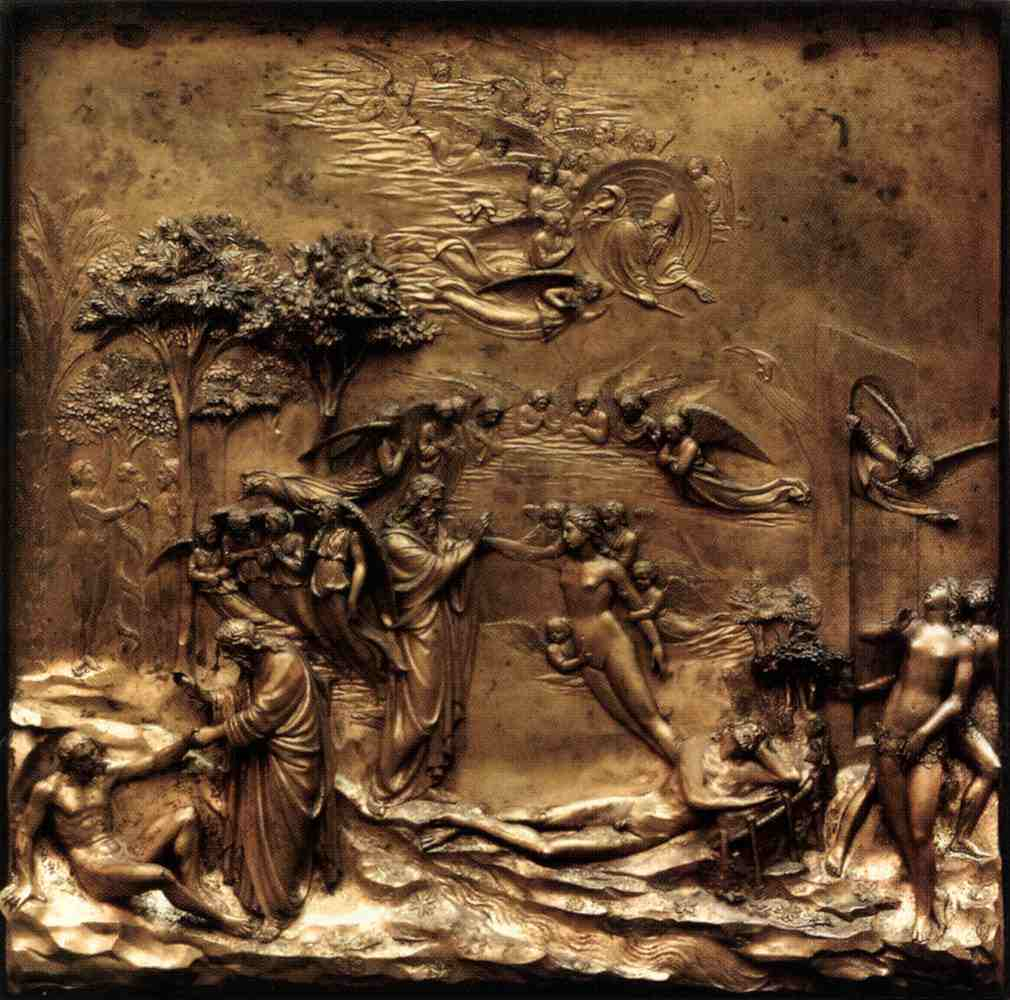
Creaţia lui Adam şi Eve, Lorenzo Ghiberti, 1425, Baptiseria San Giovanni din Florenţa
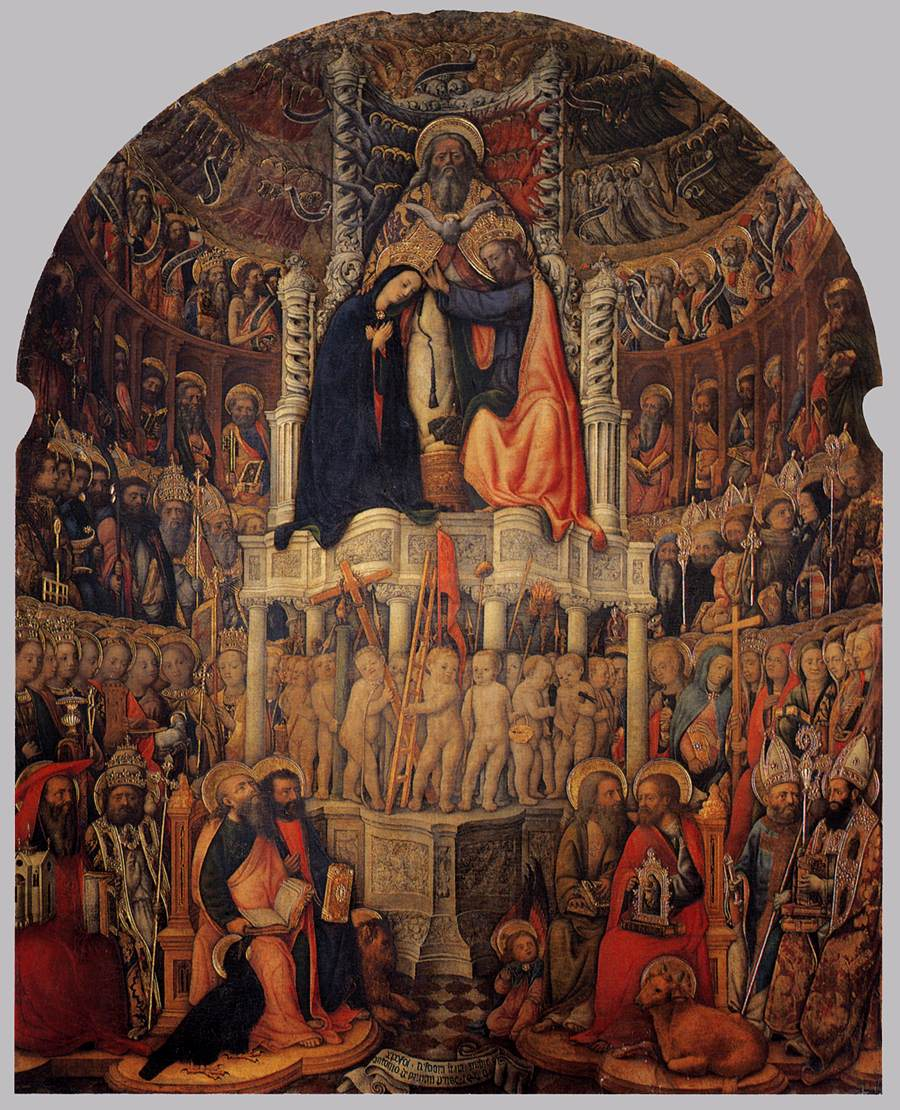
Giovanni d'Alemagna şi Antonio Vivarini, c. 1443
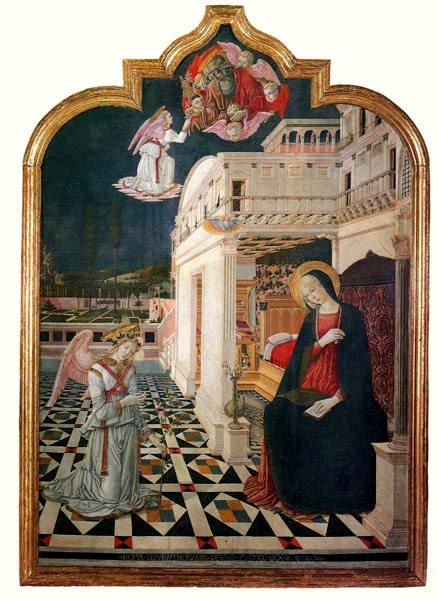
Benvenuto di Giovanni, Bunavestire, 1470
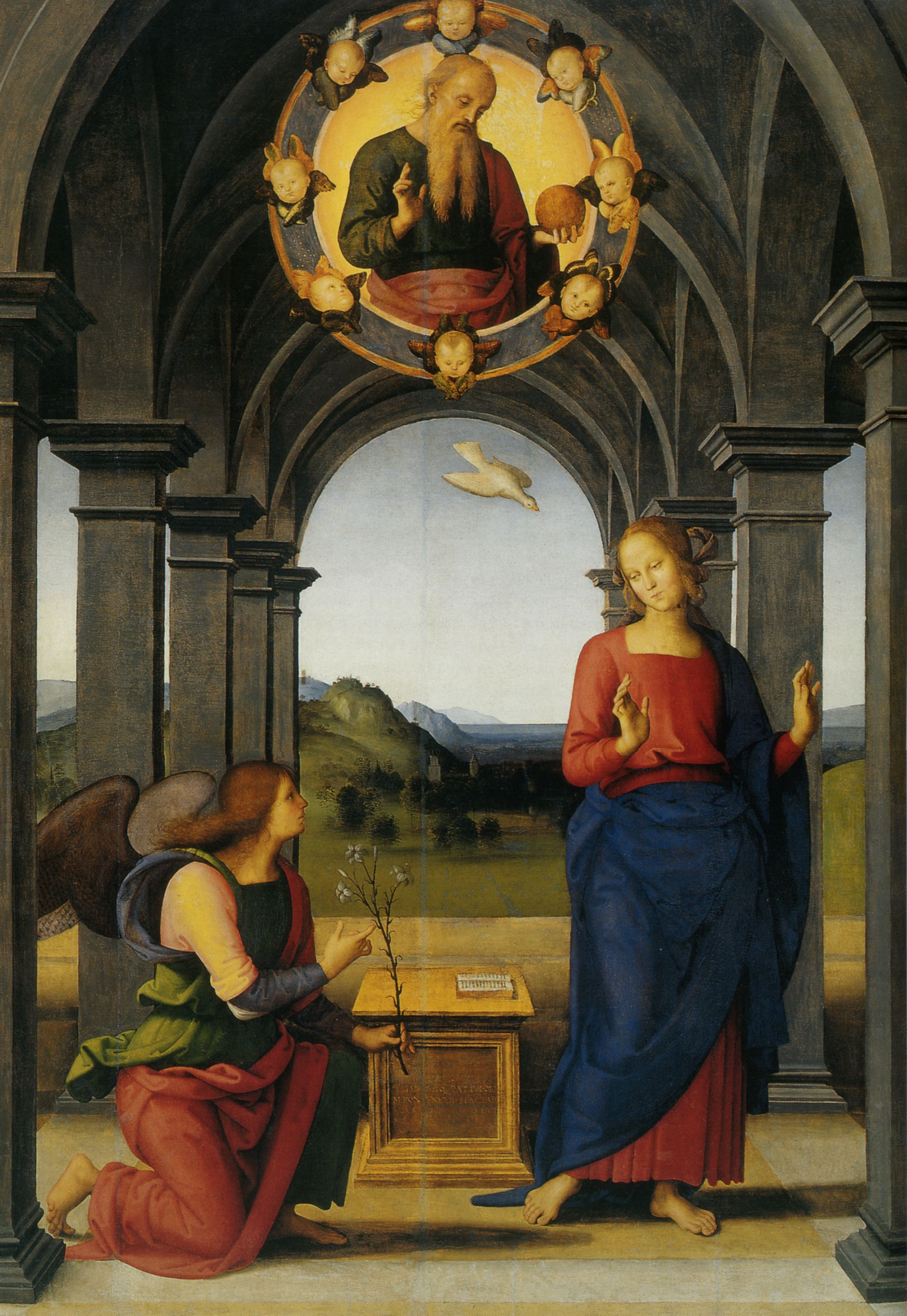
Pietro Perugino, Bunavestire, 1489
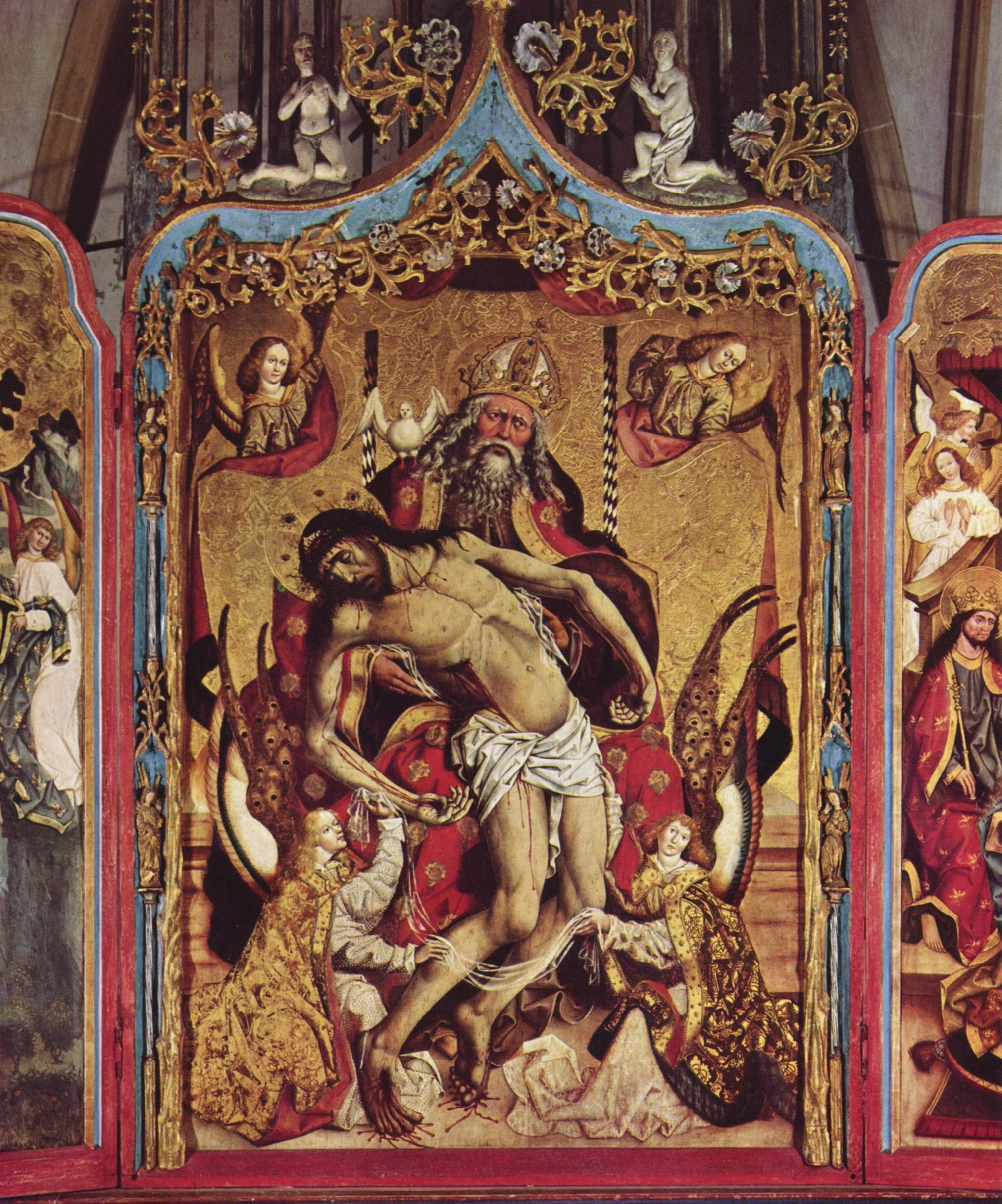
Gottes Not, o pictură germană ca o Pieta, (Tronul Milei), Jan Polack, 1491
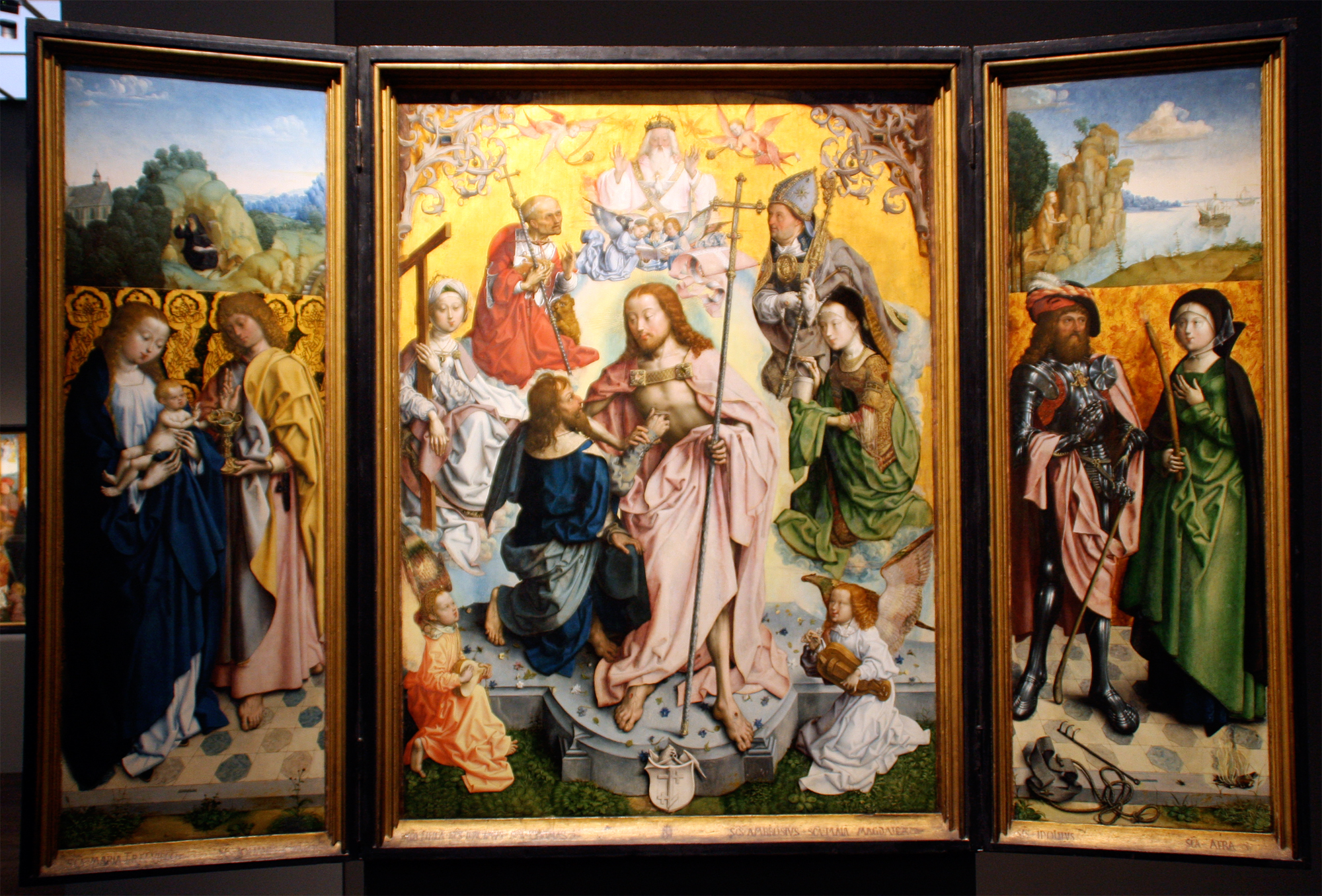
Maestrul Altarului Sfântului Bartolomeu, 1495

### Secolul  XVI

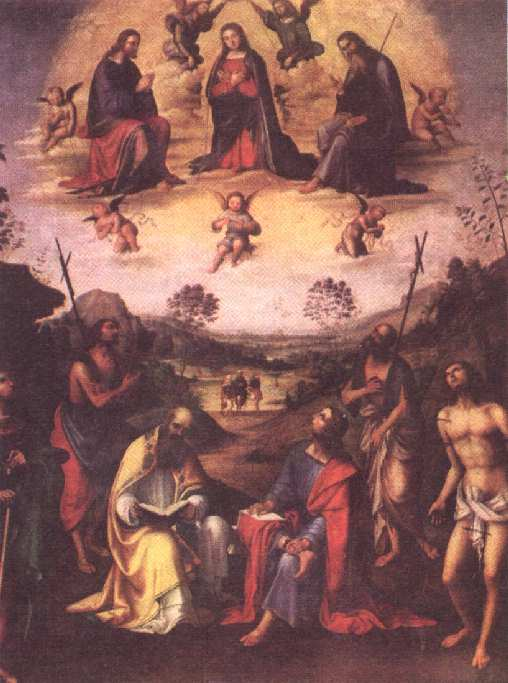
Lorenzo Costa, Încoronarea Fecioarei şi sfinţii, 1501
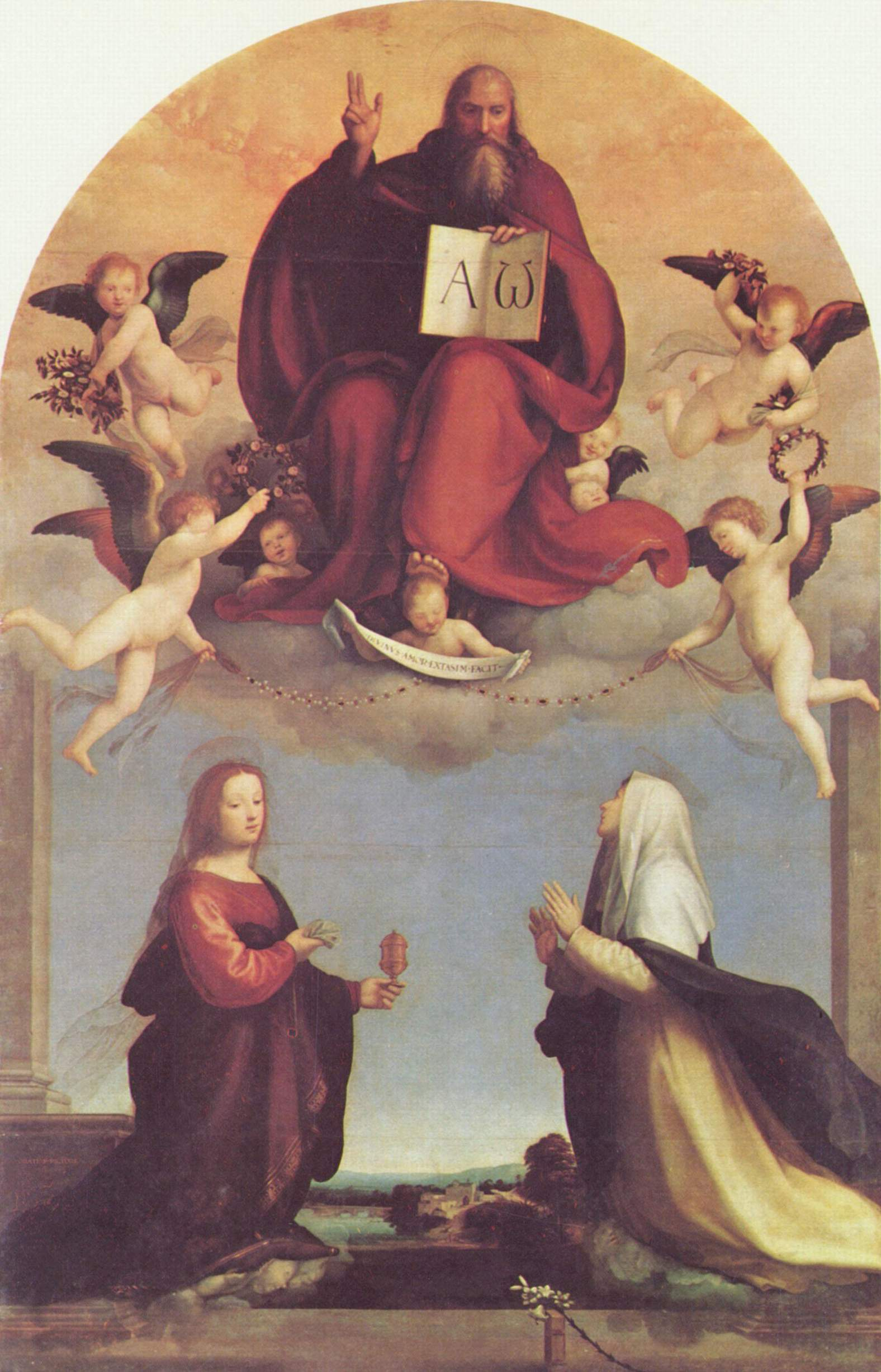
Fra Bartolomeo, 1509
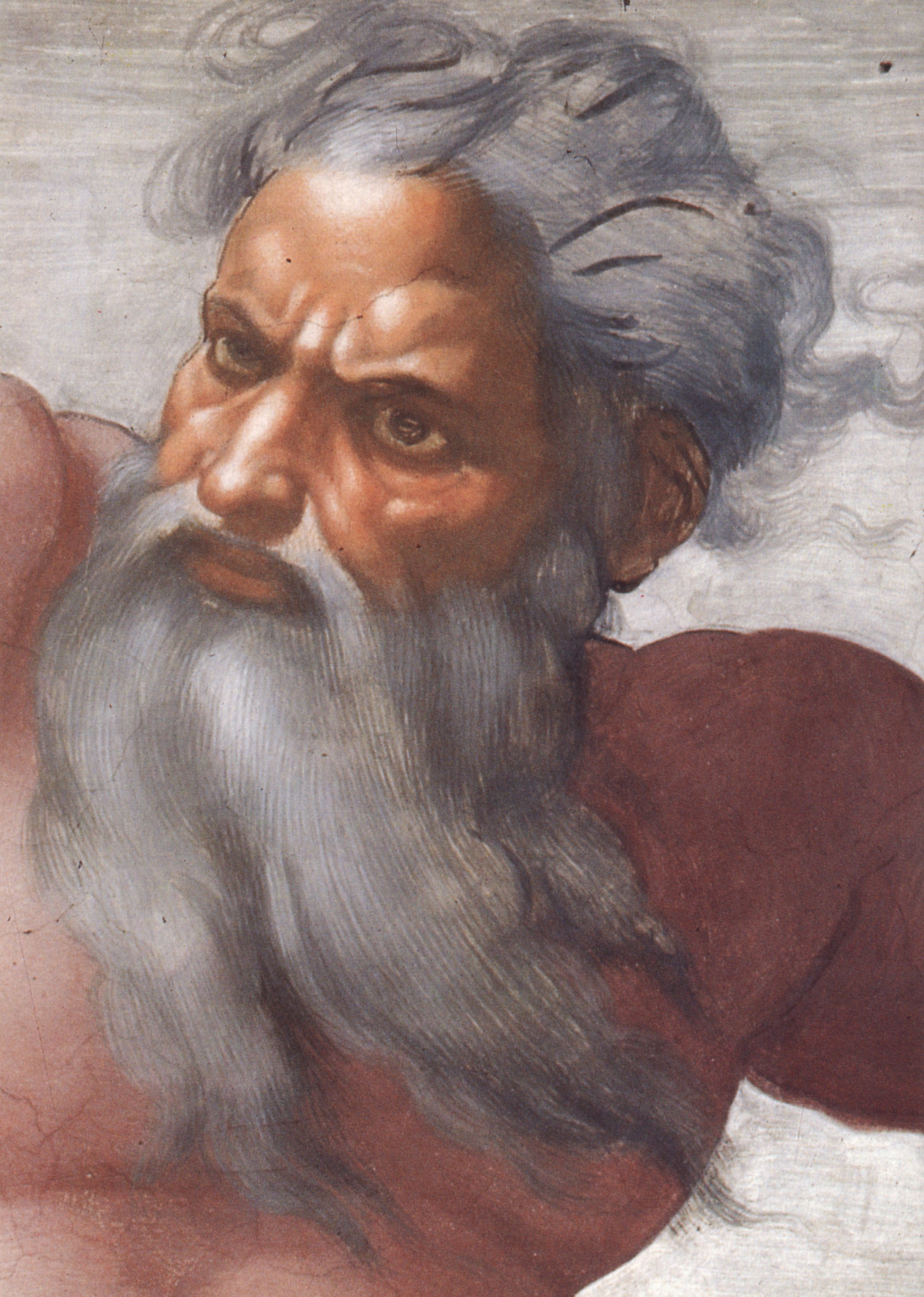
Michelangelo, Crearea Soarelui şi a Lunei (detaliu), 1511
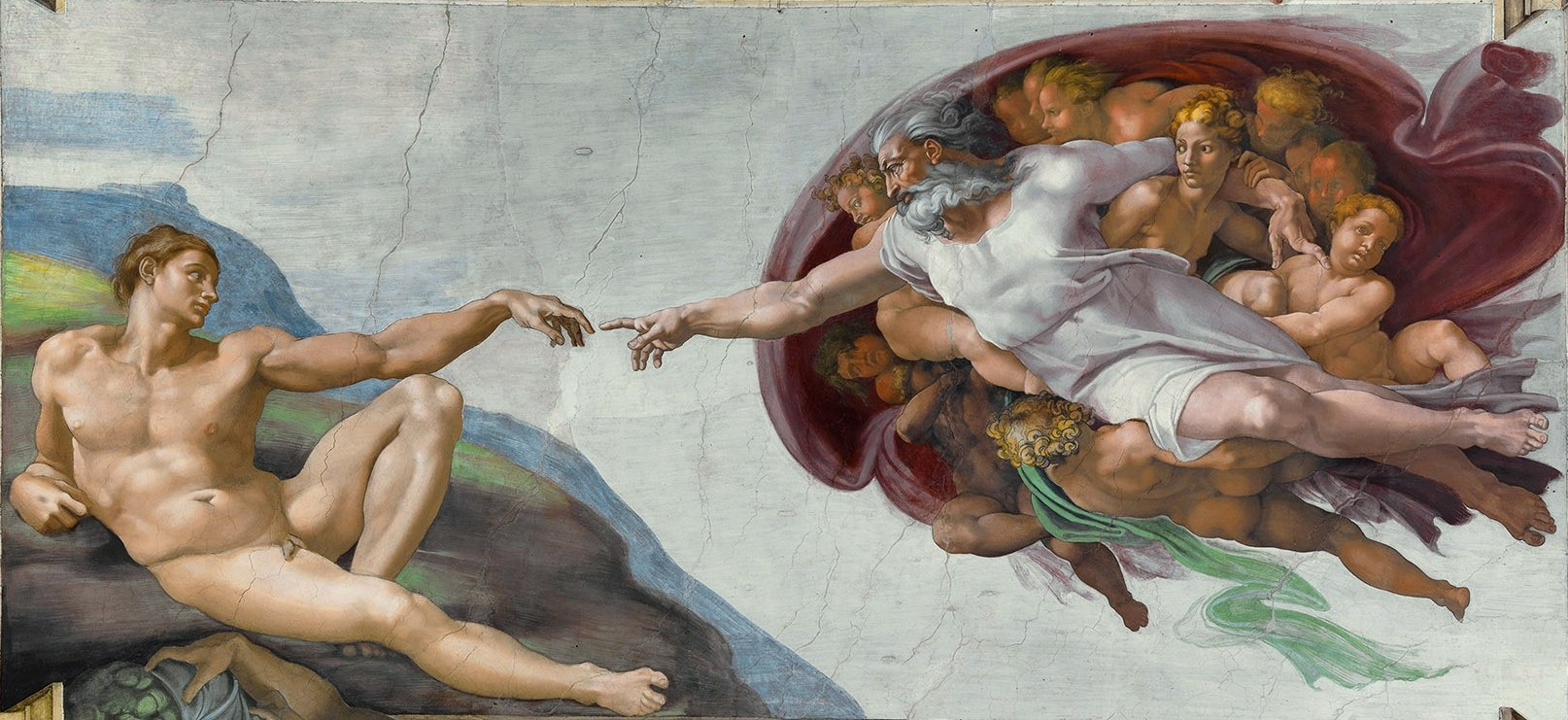
Michelangelo, Creatia lui Adam, 1511
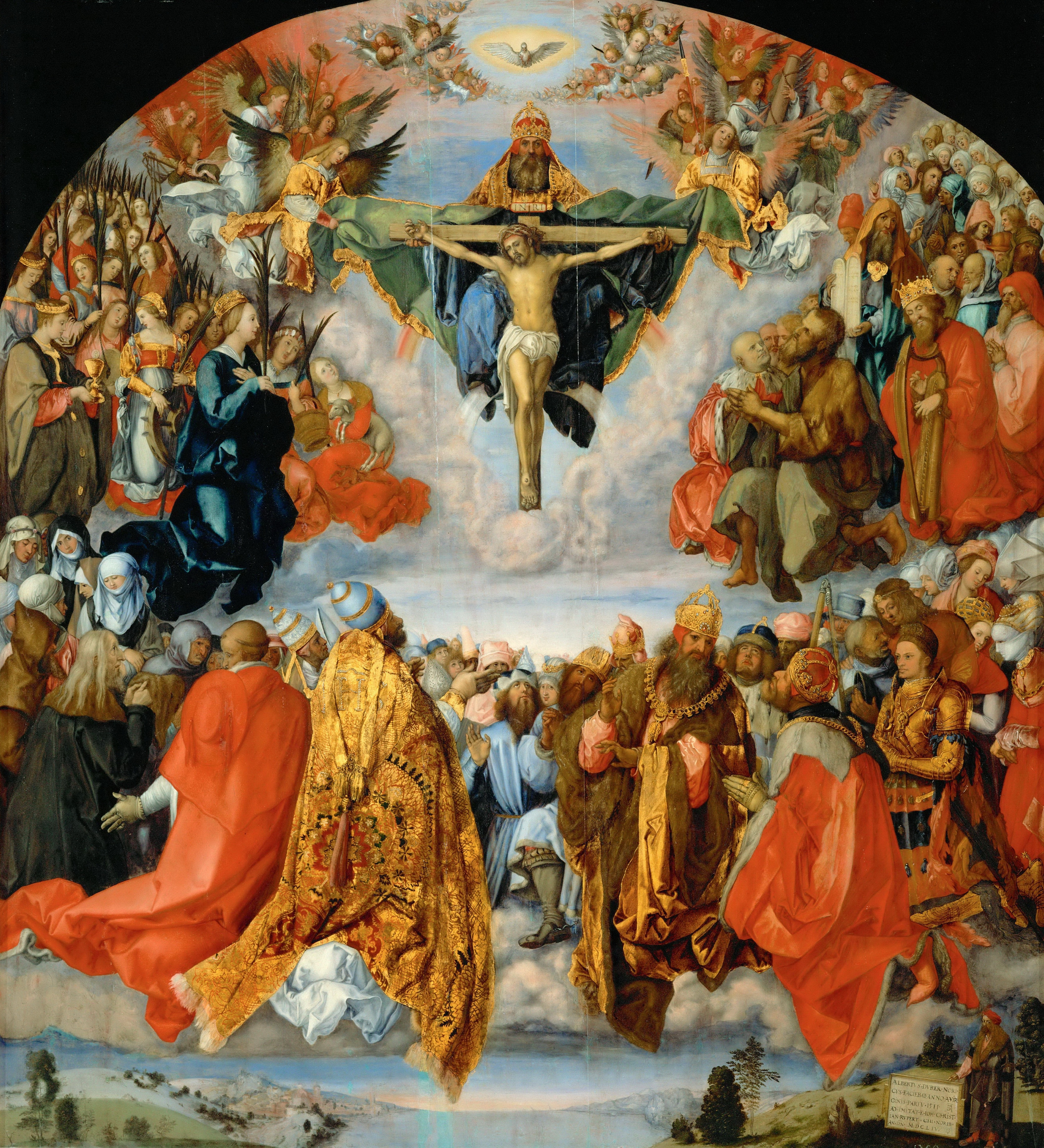
Albrecht Dürer, 1511
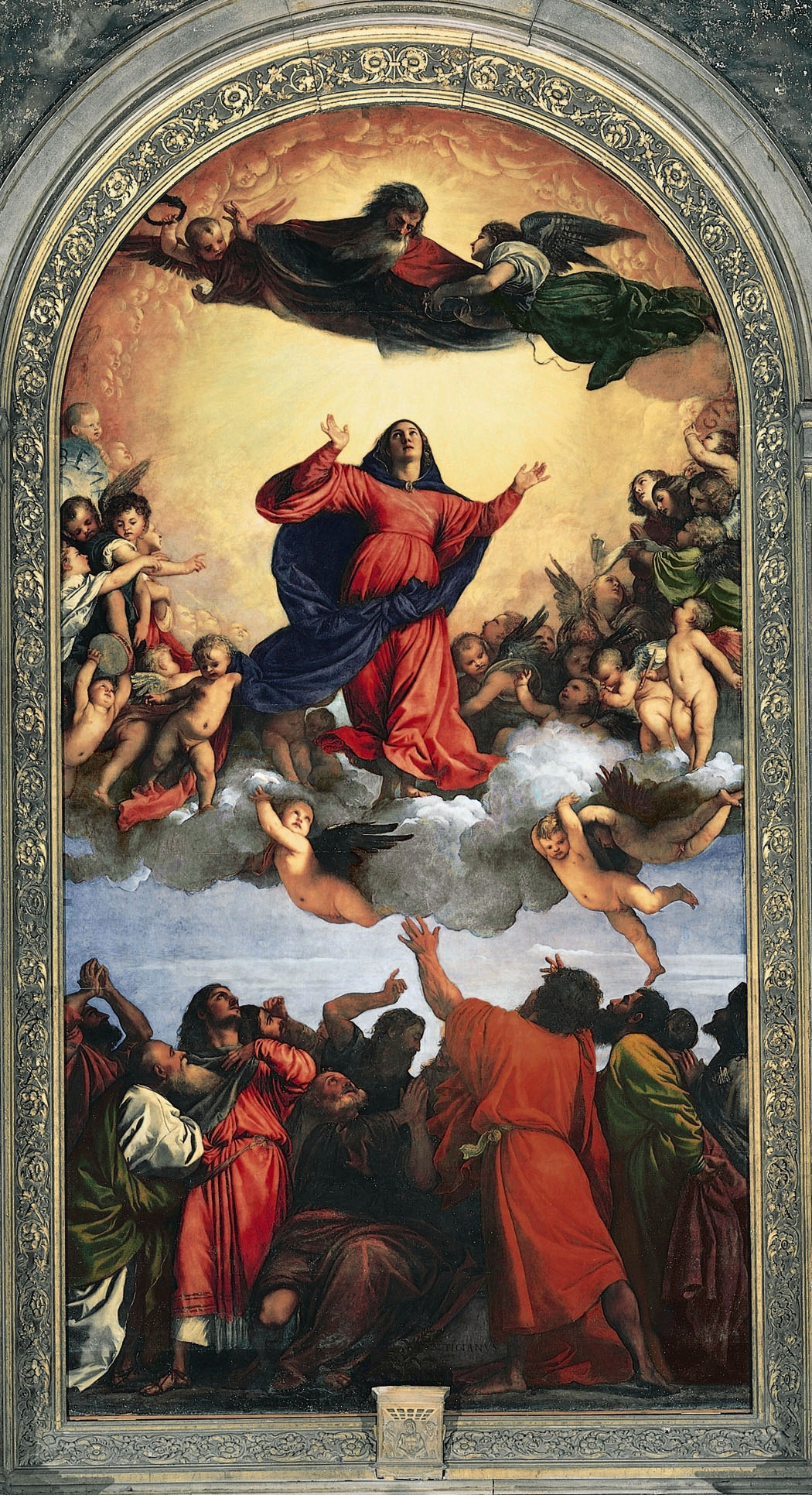
Adormirea Maicii Domnului, Tiziano Vecellio, 1516–1518
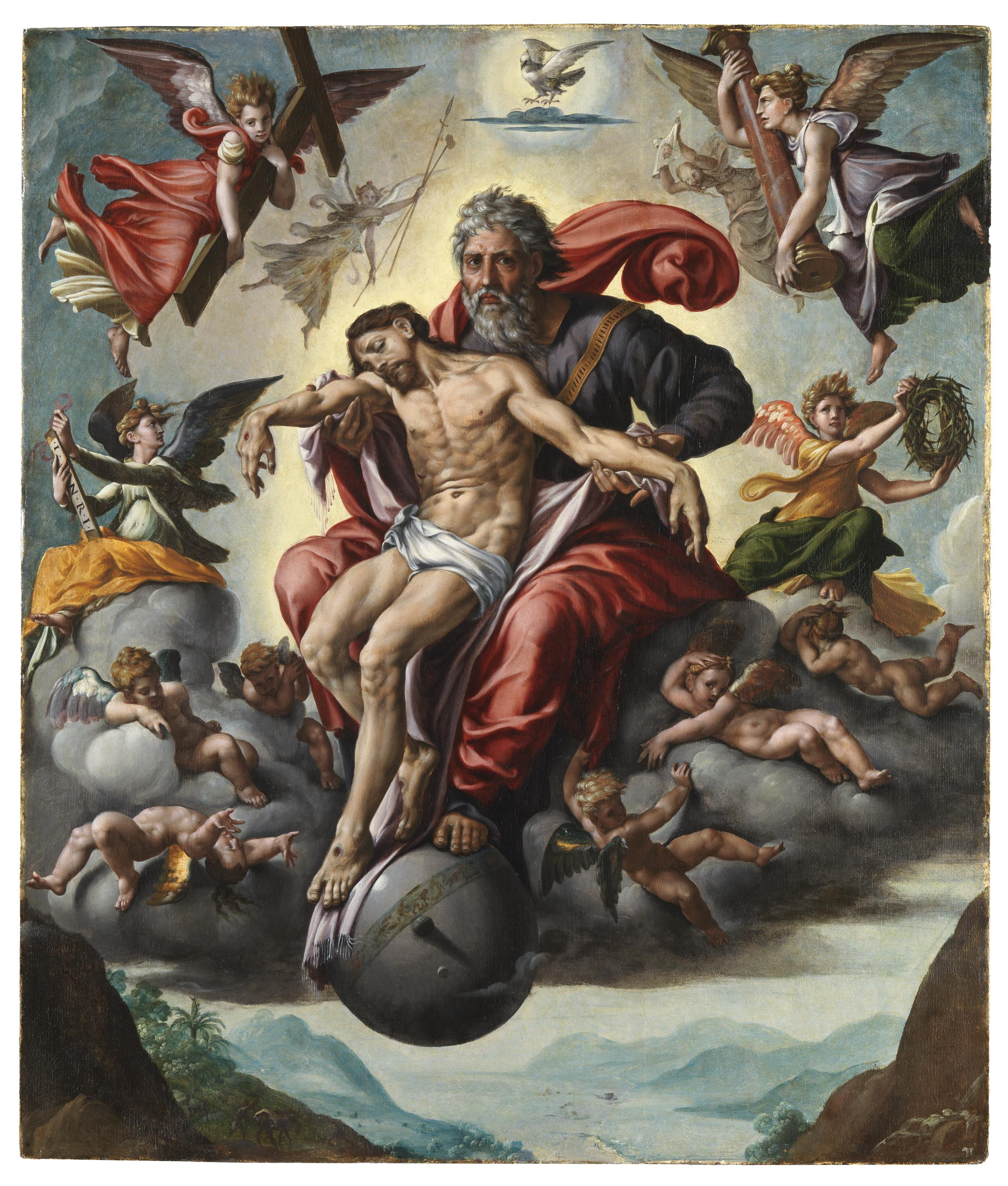
Jan Cornelisz Vermeyen, sec. XVI
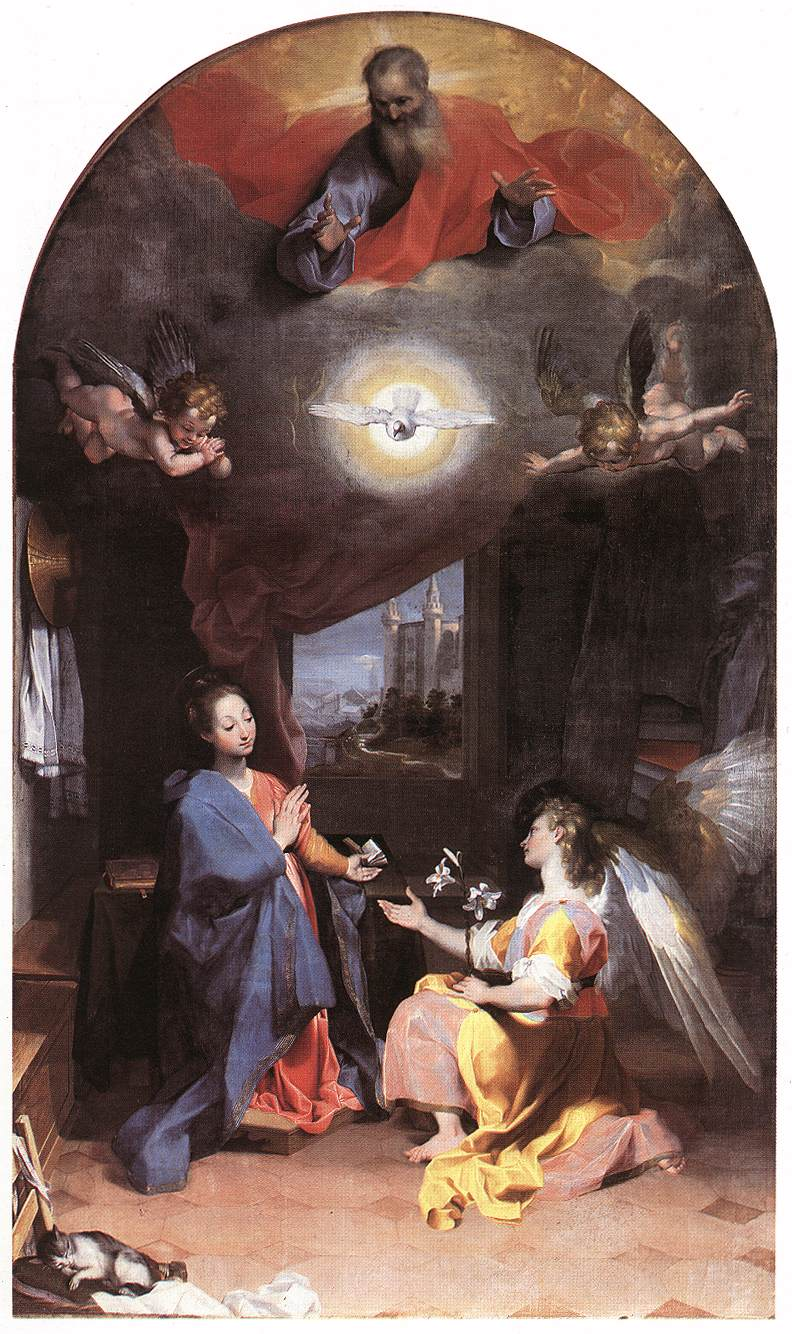
Federico Barocci, Bunavestire, 1592

### Secolul XVII

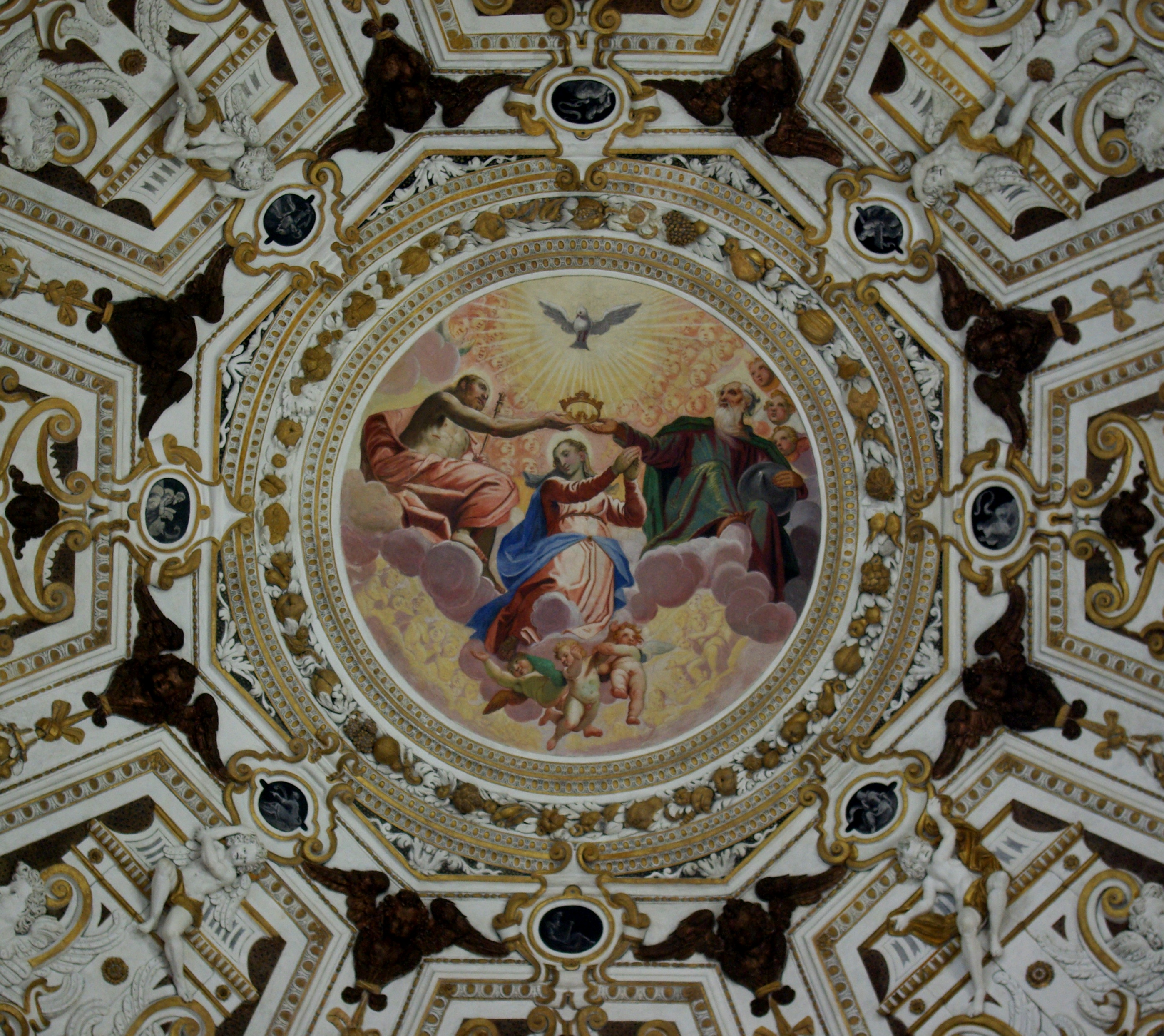
Riva del Garda, Italia 1603-1636
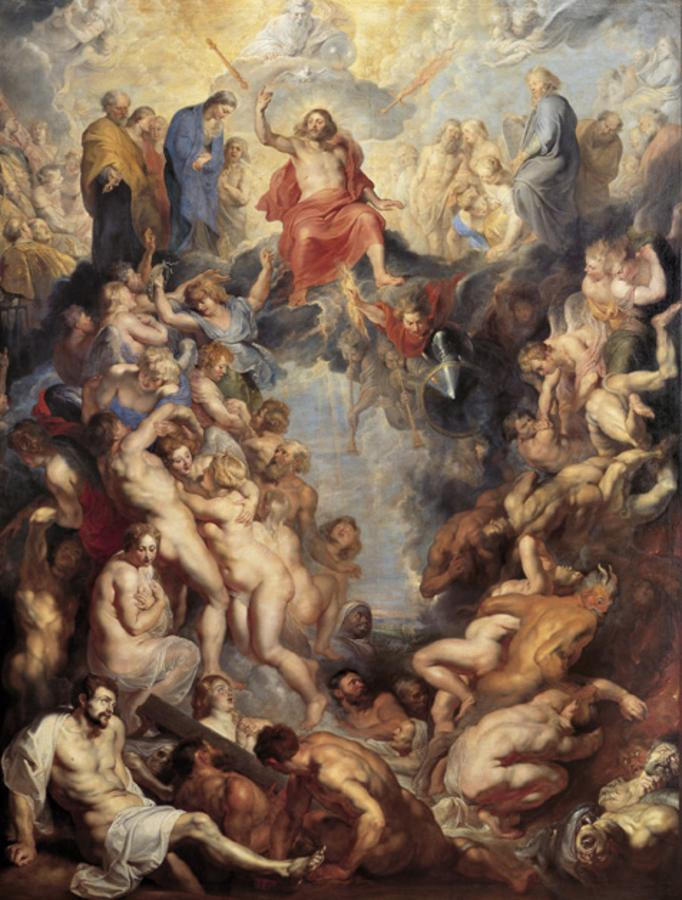
Ultima judecată, Rubens, 1617
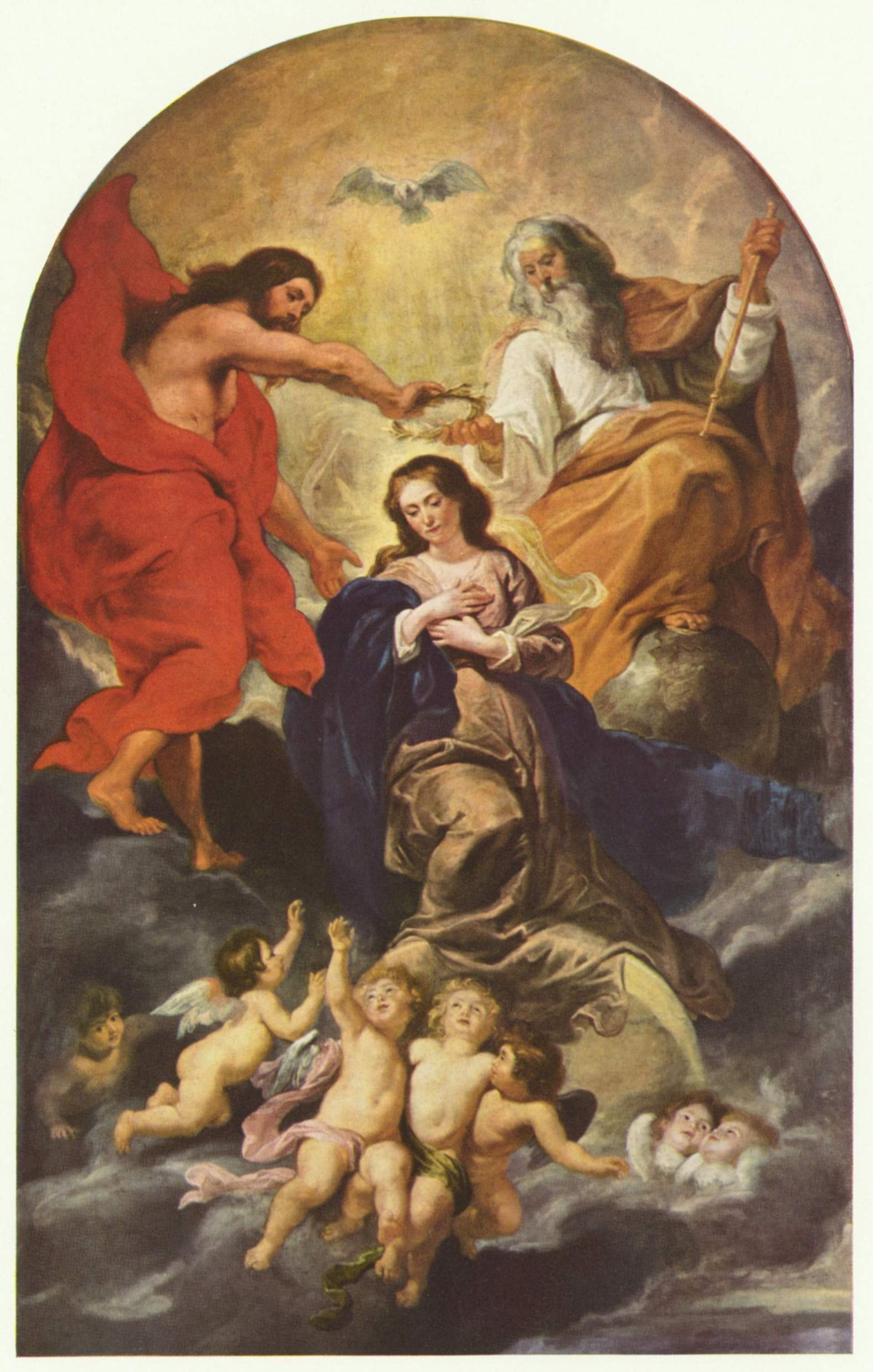
Încoronarea Fecioarei. Rubens, începutul sec. XVII
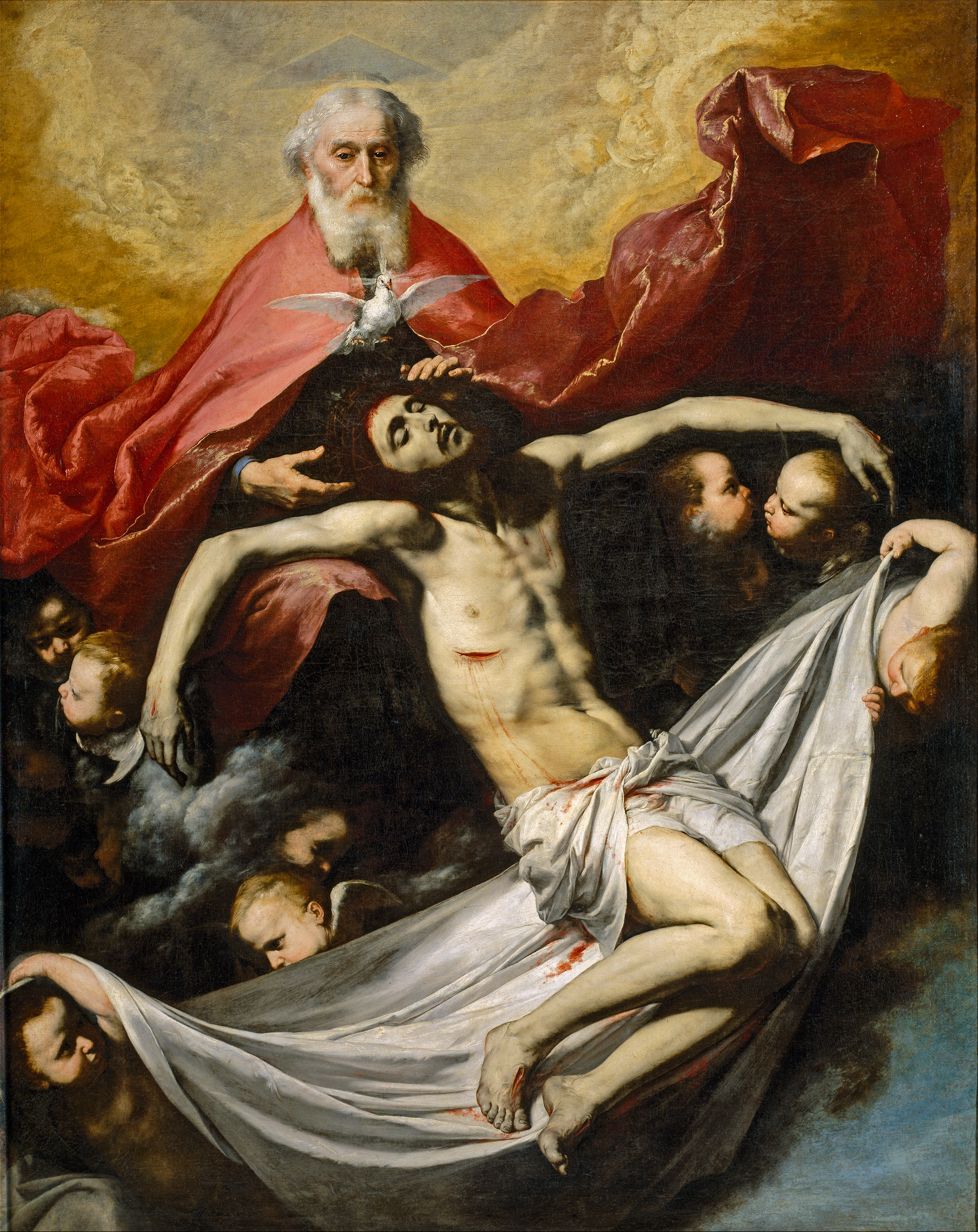
José de Ribera, 1635
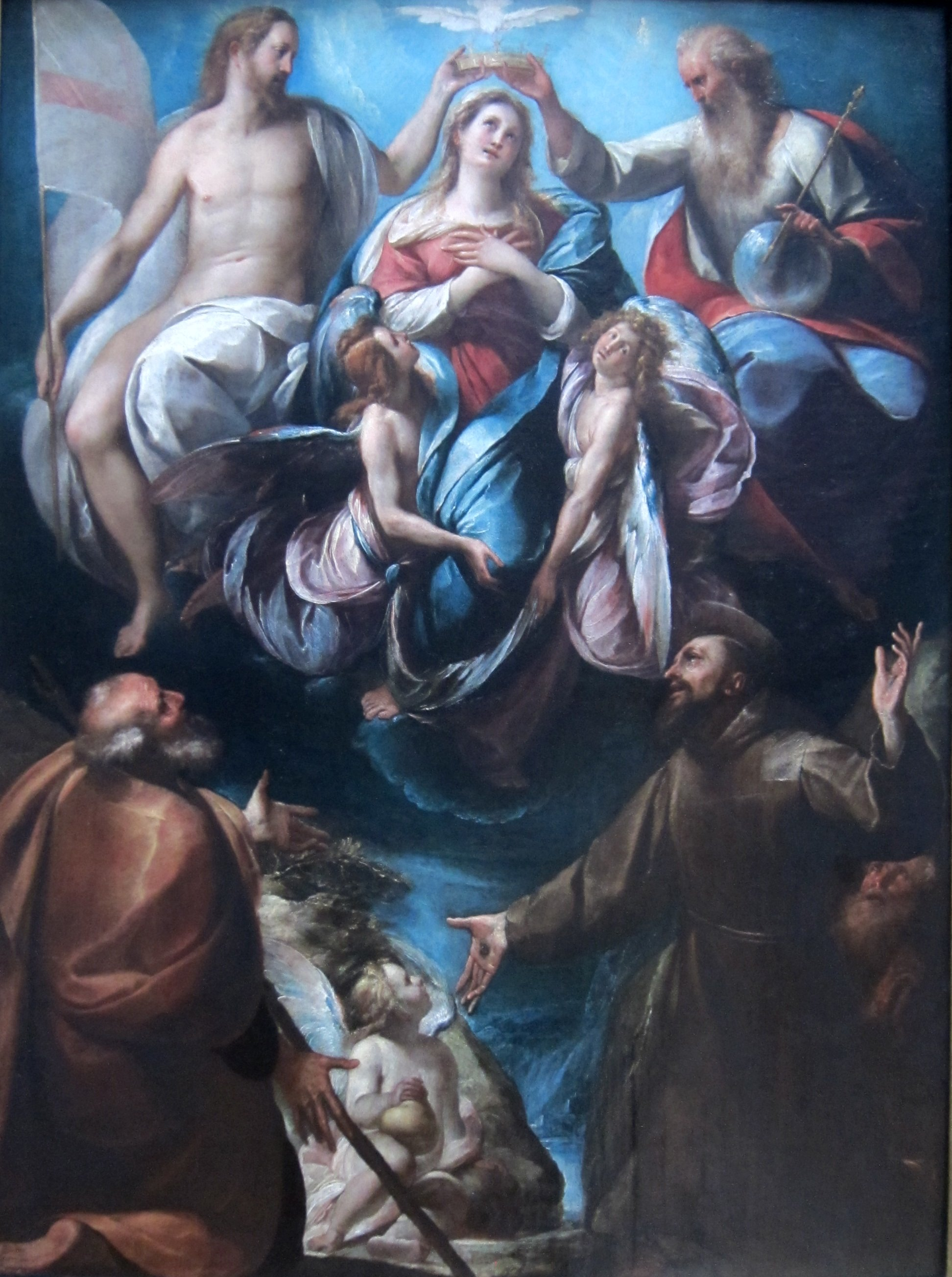
Giulio Cesare Procaccini, Încoronarea Fecioarei, sec. XVII
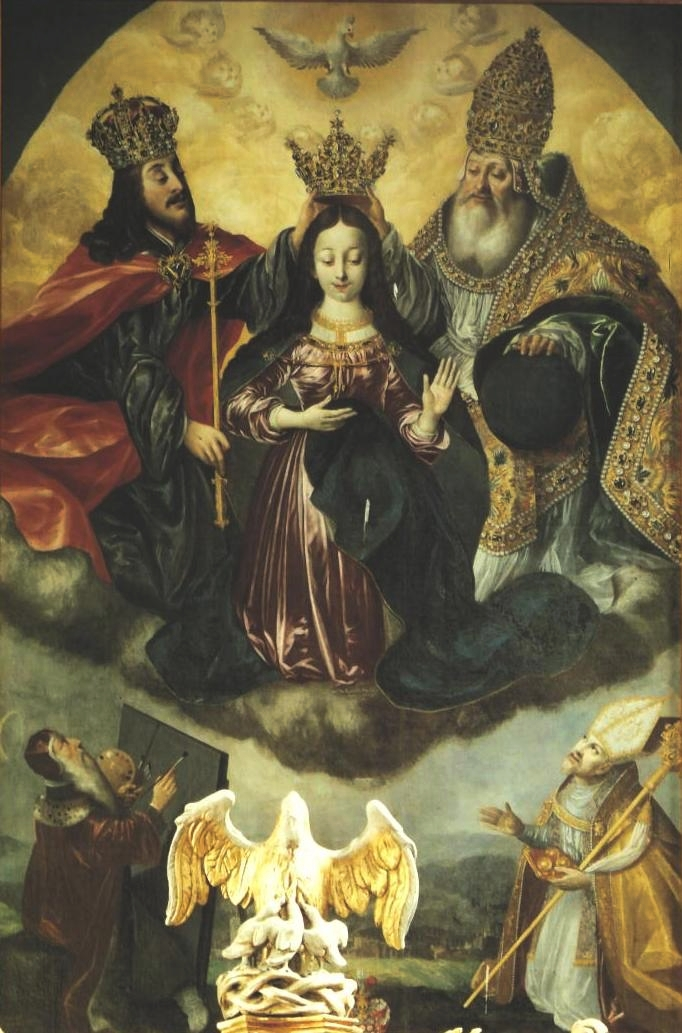
Încoronarea Fecioarei, Bartlomiej Strobel, Polonia, 1643
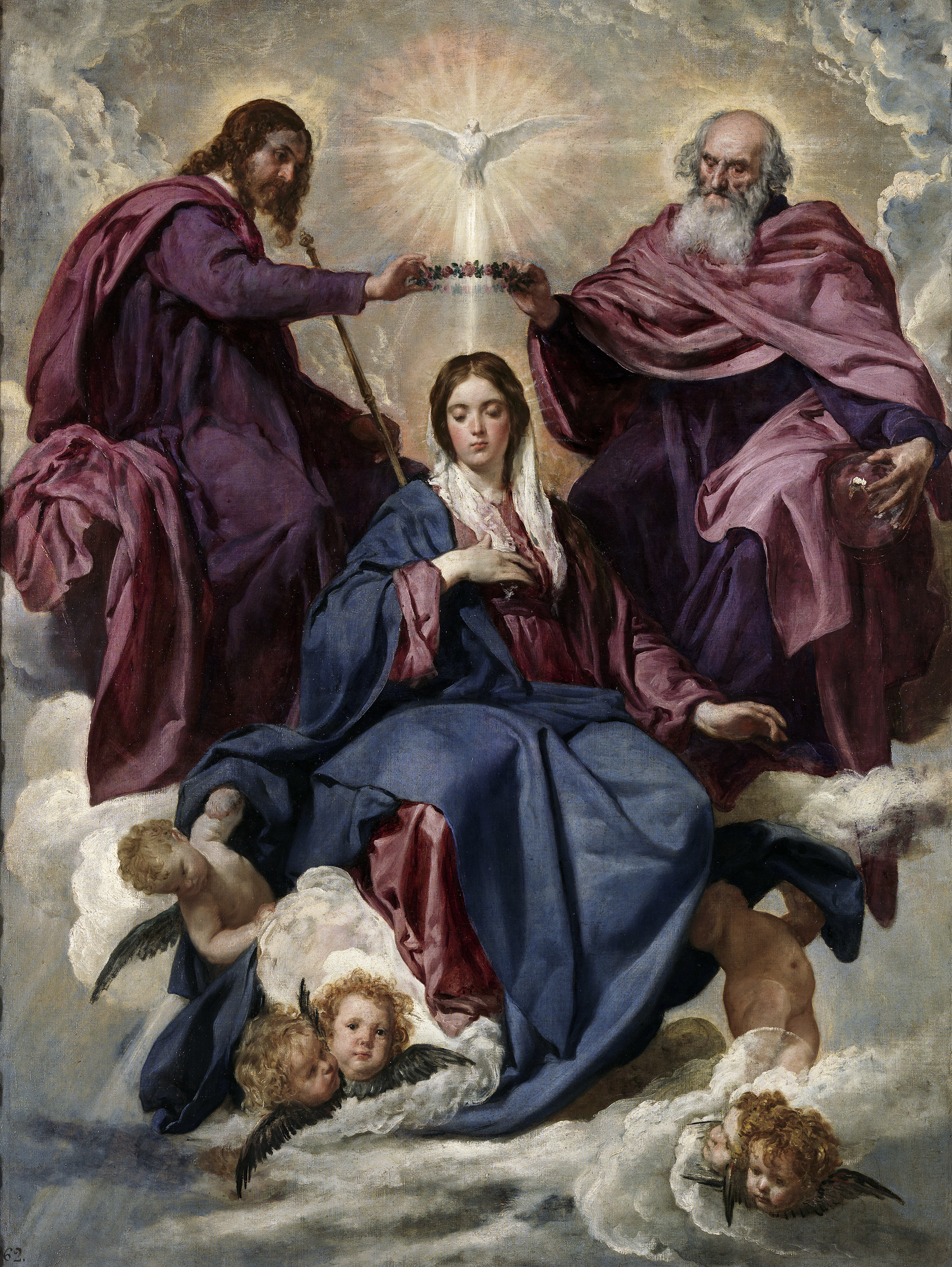
Velázquez, Încoronarea Fecioarei, 1645
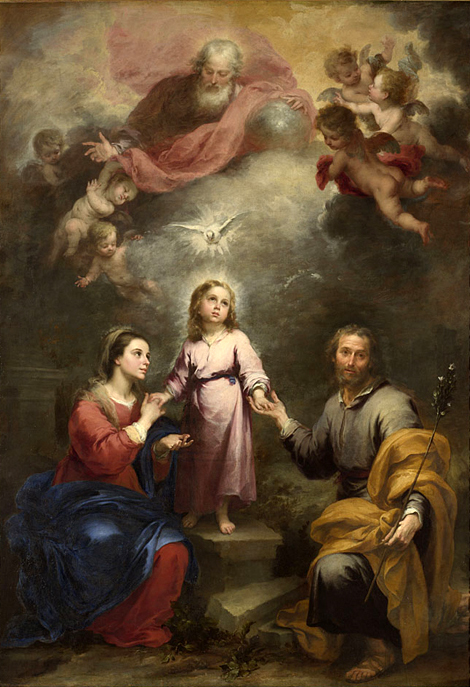
Murillo, 1675-1682

### Secolele XVIII - XX

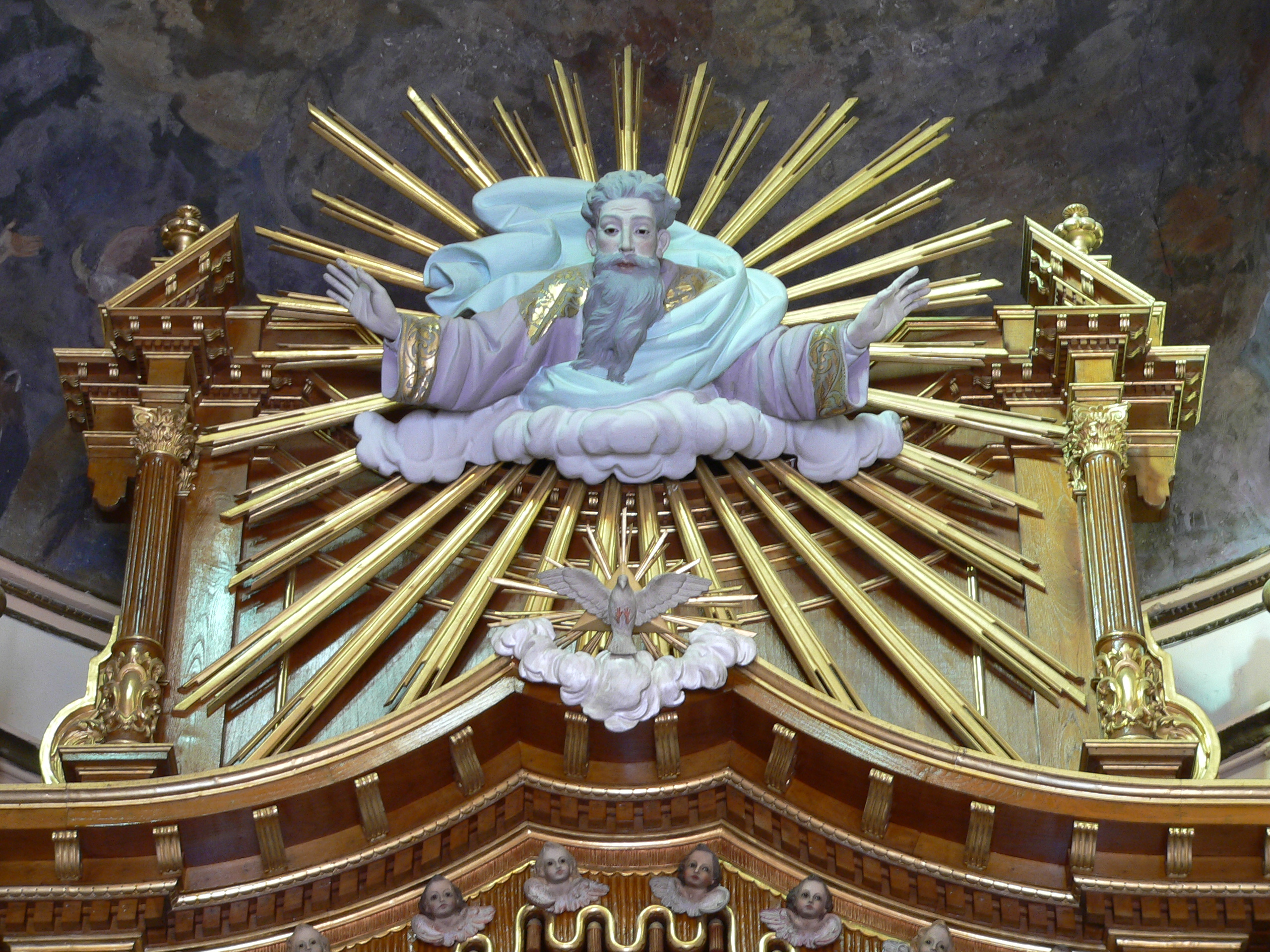
Schitul Calvarului, Ermitorio del Calvario, Alcora, Spania, sec. XVIII
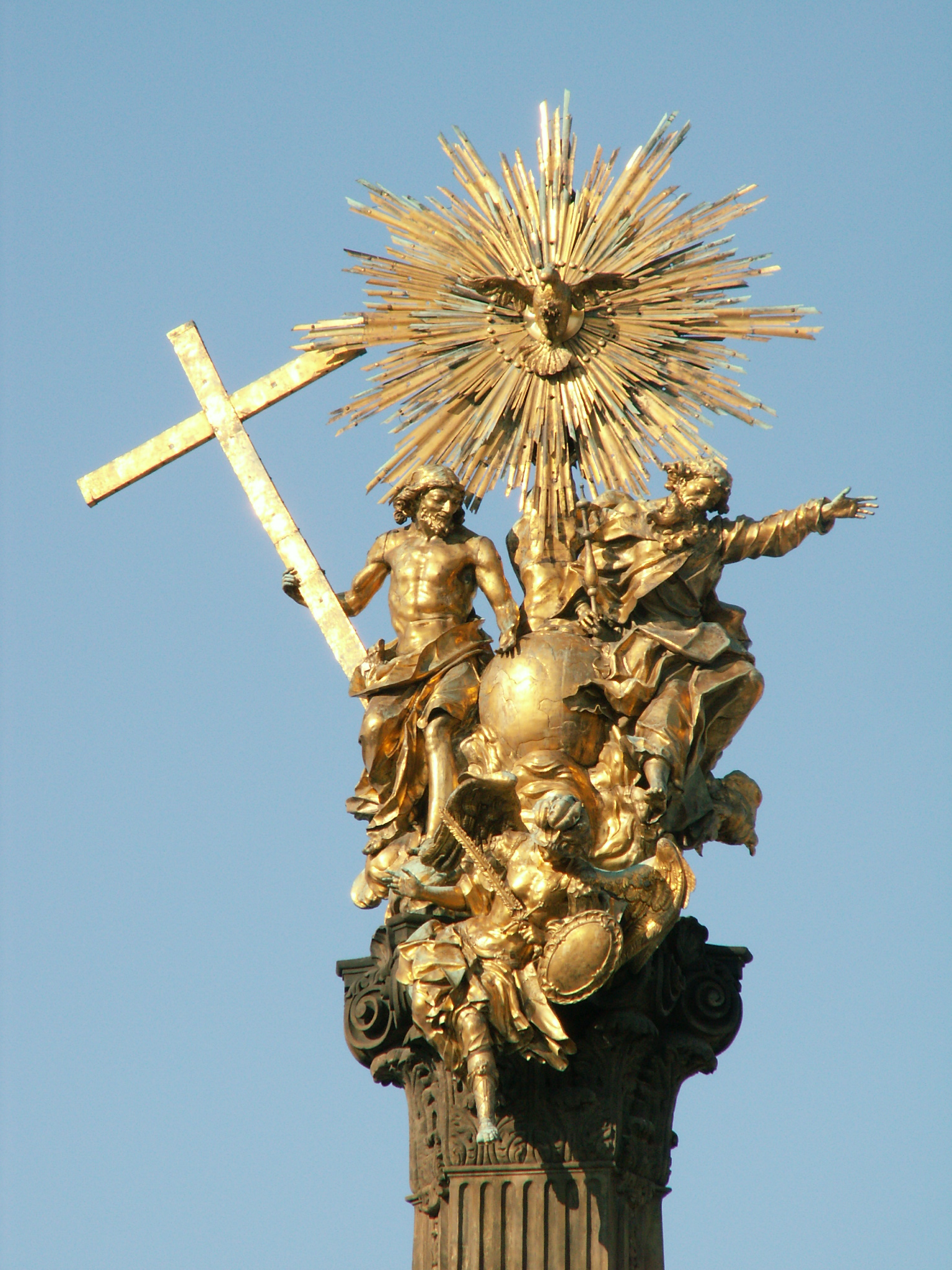
Coloana Sfintei Treimi din Olomouc, 1754
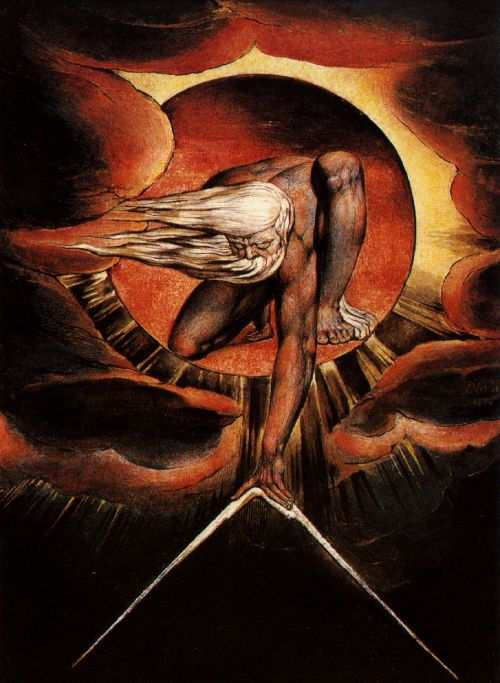
William Blake, Ancient of Days, 1794
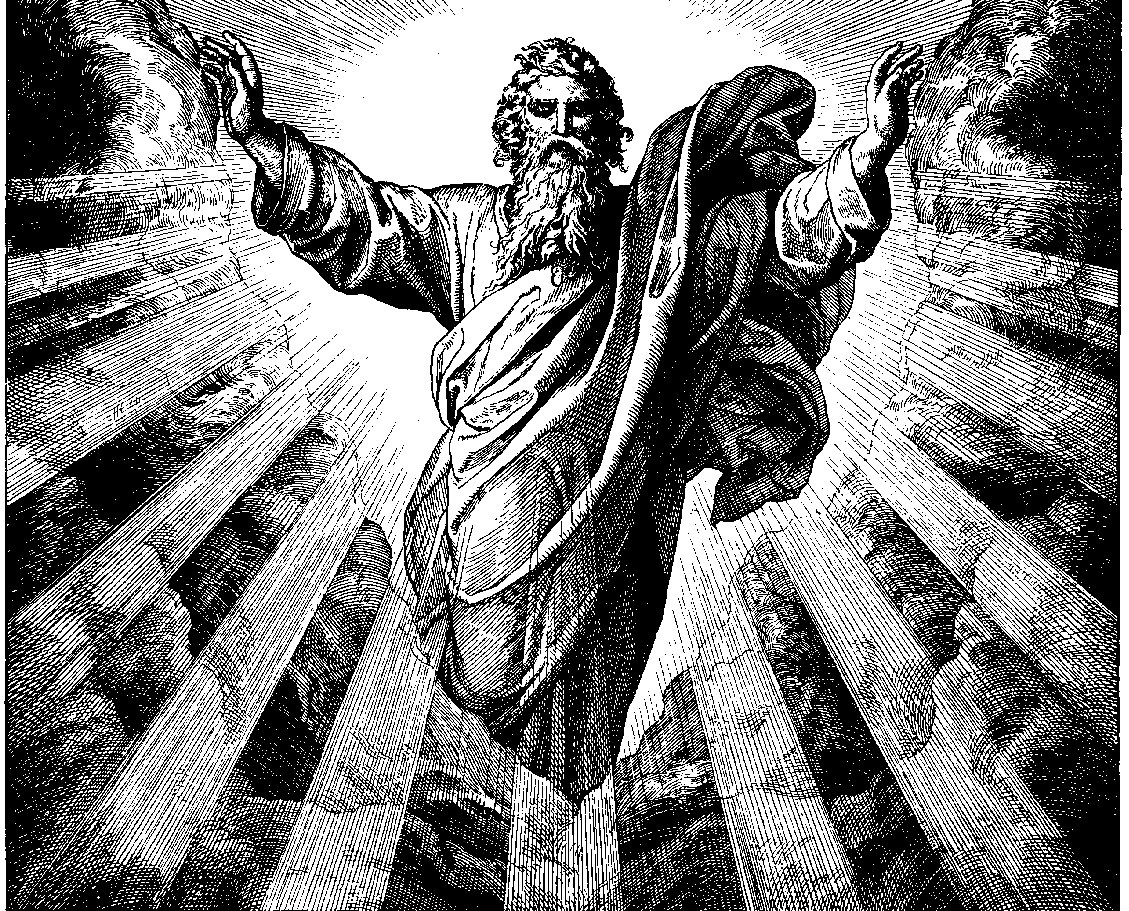
Julius Schnorr, 1860
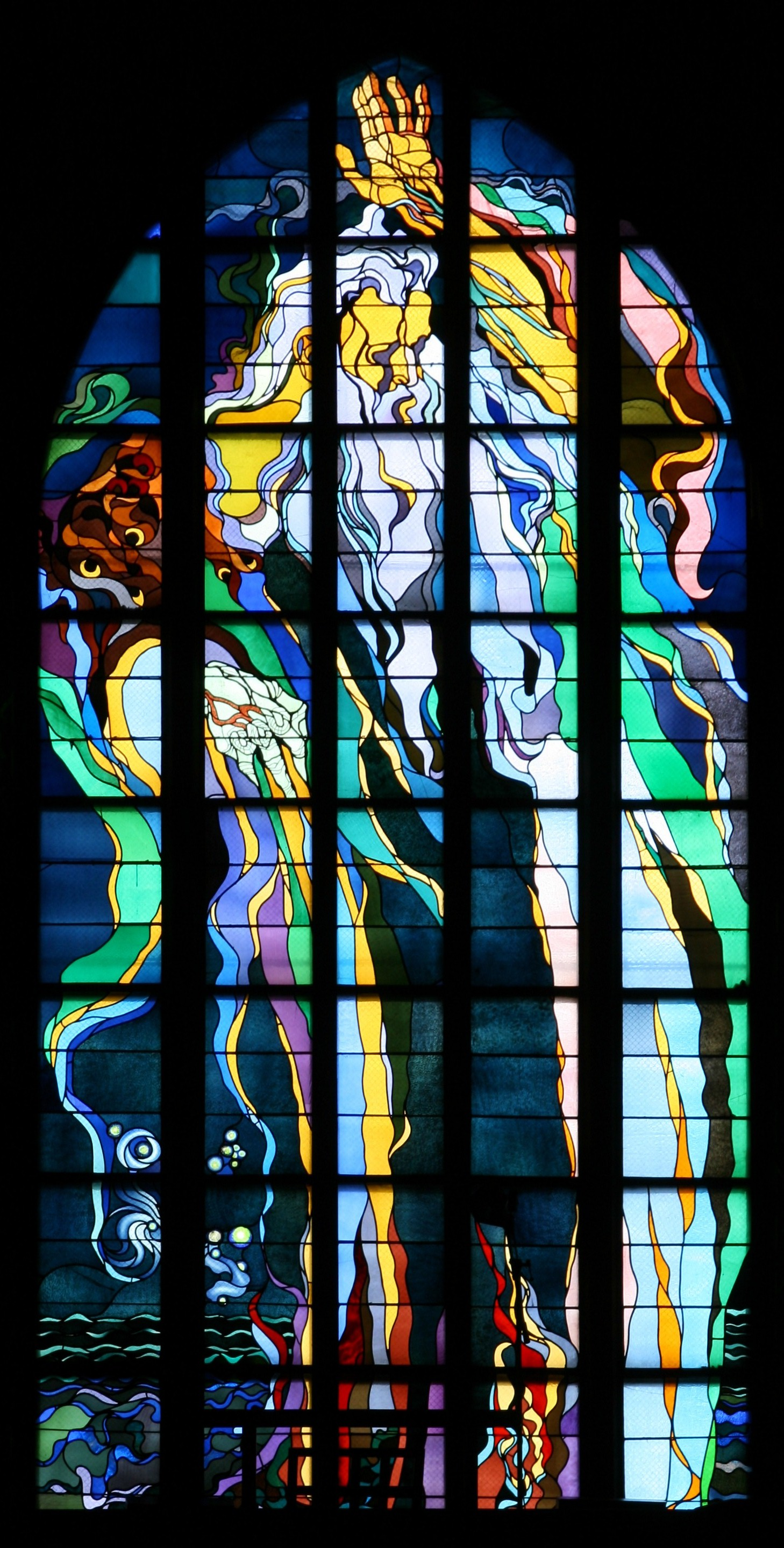
Stanisław Wyspiański, vitralii din Biserica Sf. Francis din Cracovia, cca. 1900
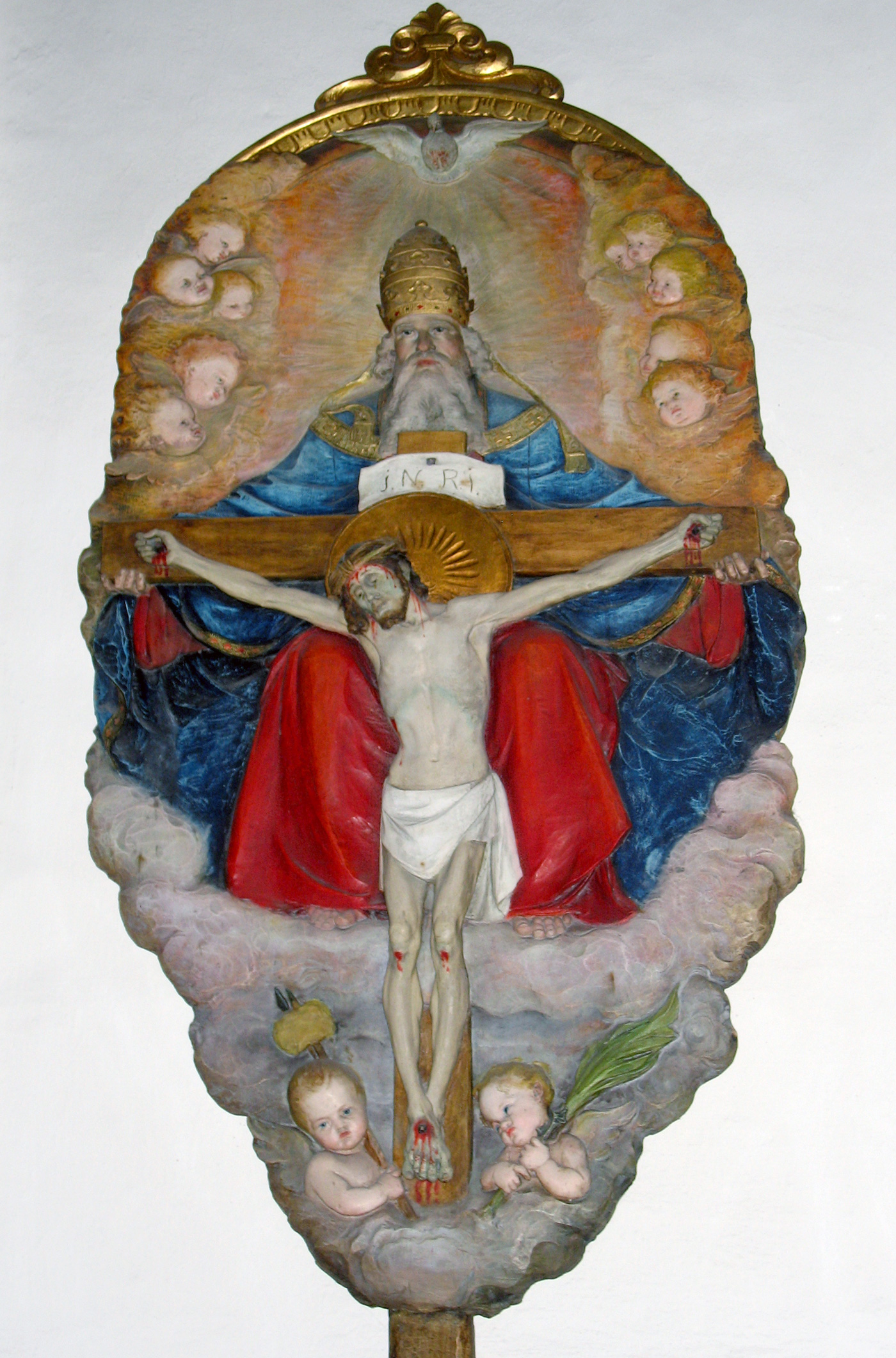
Val Gardena, Italia, 1910
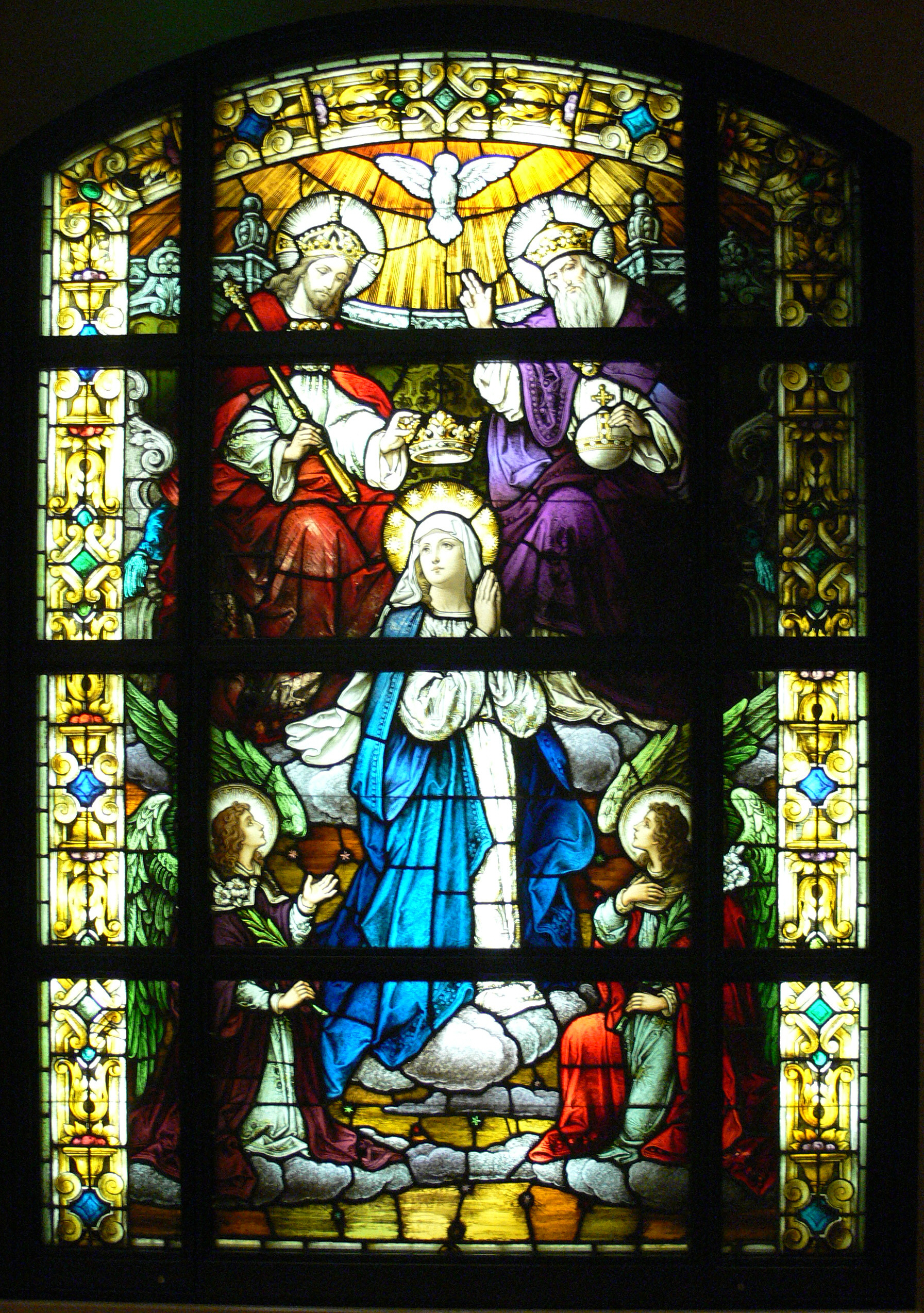
Catedrala din Los Angeles, vitralii din anii 1920